# 黄埔駅 (香港)
黄埔駅（こうほえき、ウォンポウえき）は香港九龍九龍城区紅磡にあるMTR観塘線の駅である。

## 概要
紅磡地区にはこれまで紅磡駅があったが、住宅街の黄埔新邨や
黄埔花園一帯からは離れており、当駅開業による利便性向上が図られる。2016年10月23日に開業。油麻地駅に代わり、観塘線の西側終着駅となる。

## 駅構造
単式ホーム1面1線の地下駅で、側線が無い。側線なしの1面1線の構造は香港では迪士尼駅に次いで2例目であり、地下駅に関しては香港初である。
黄埔から先、香港島の炮台山駅まで延伸する構想が民間から挙がっていたが、当駅は構造上、電車の過走防止の為、また大深度地下の掘削をしないよう、何文田駅から上り坂となっており、更に地上の道路は幅員が狭いため、何文田～黄埔間は単線で建設されたことから、香港島側への延伸は、物理的にほぼ不可能である。
東コンコースと西コンコースはそれぞれ独立しており、改札外で行き来できない。

### のりば
| G  | 地上         | 出口                             |
| -  | 東コンコース | C1、D1出口は黄埔新天地地下と連絡 |
| L1 | 東コンコース | 旅客案内所、駅売店、トイレ       |
| L1 | 西コンコース | 自動券売機、駅売店               |
| L2 | 単式ホーム   | 単式ホーム                       |
| L2 | ❶番線        | ← ■観塘線 調景嶺方面             |

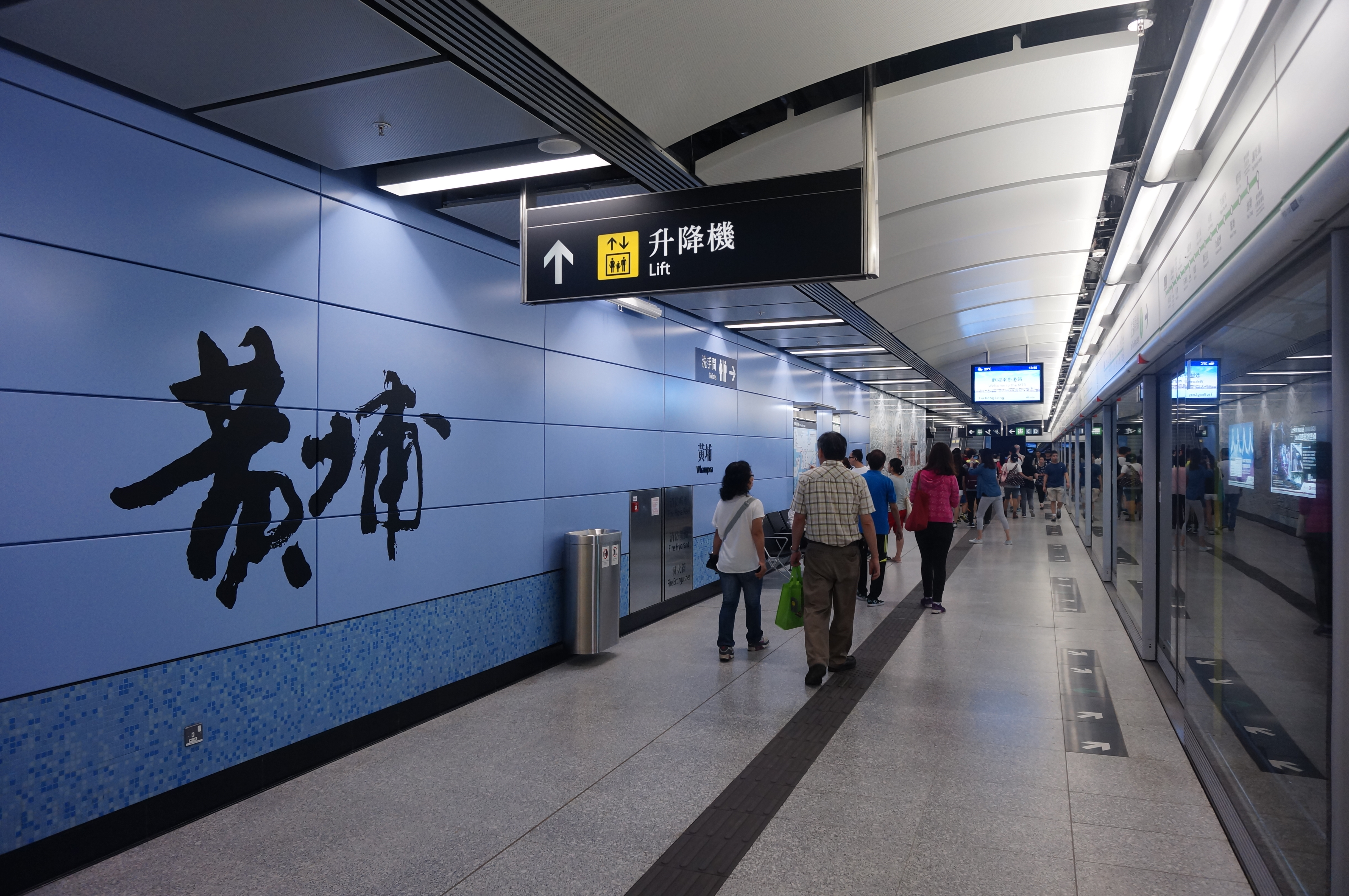
ホーム
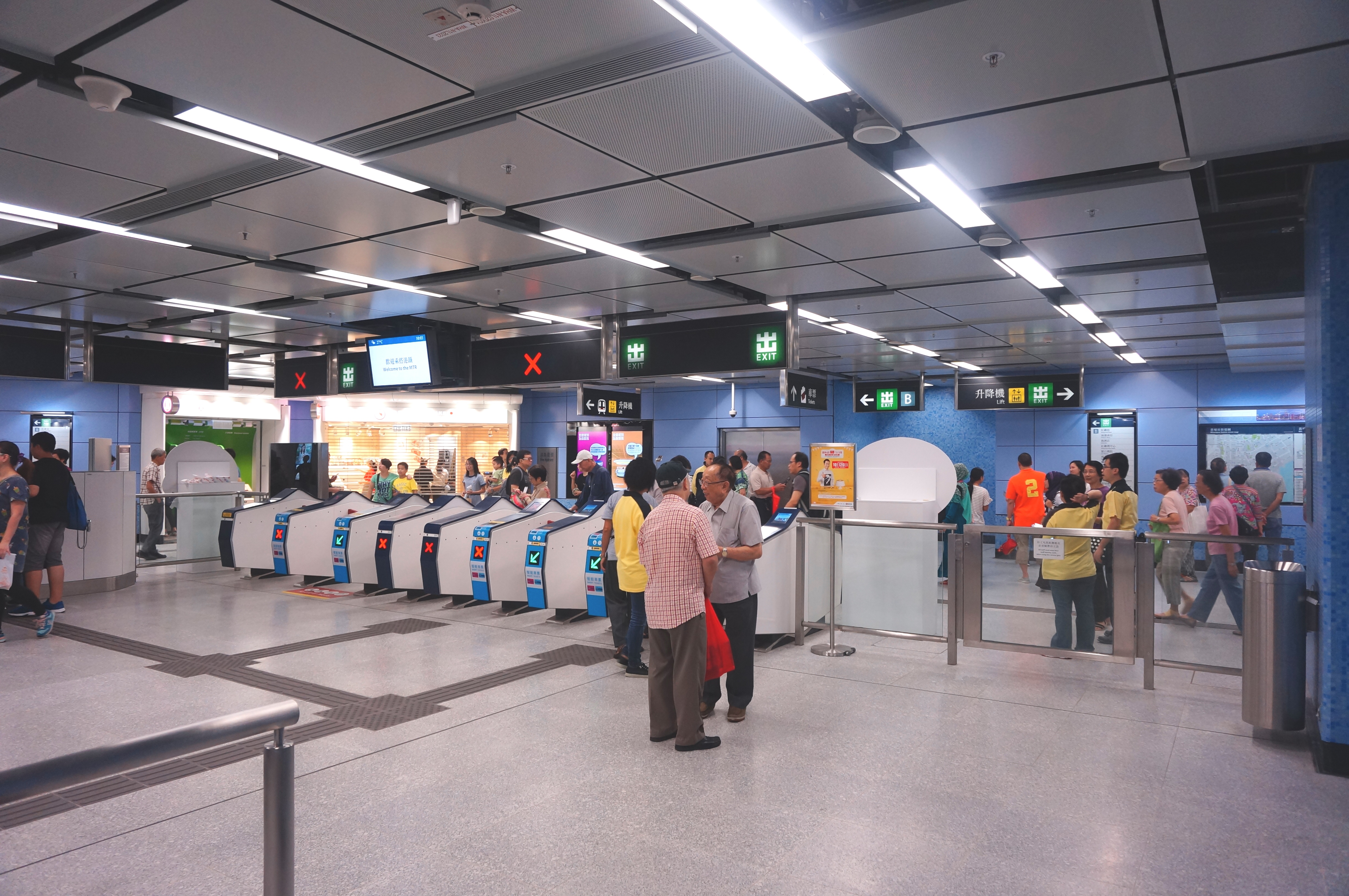
西コンコース
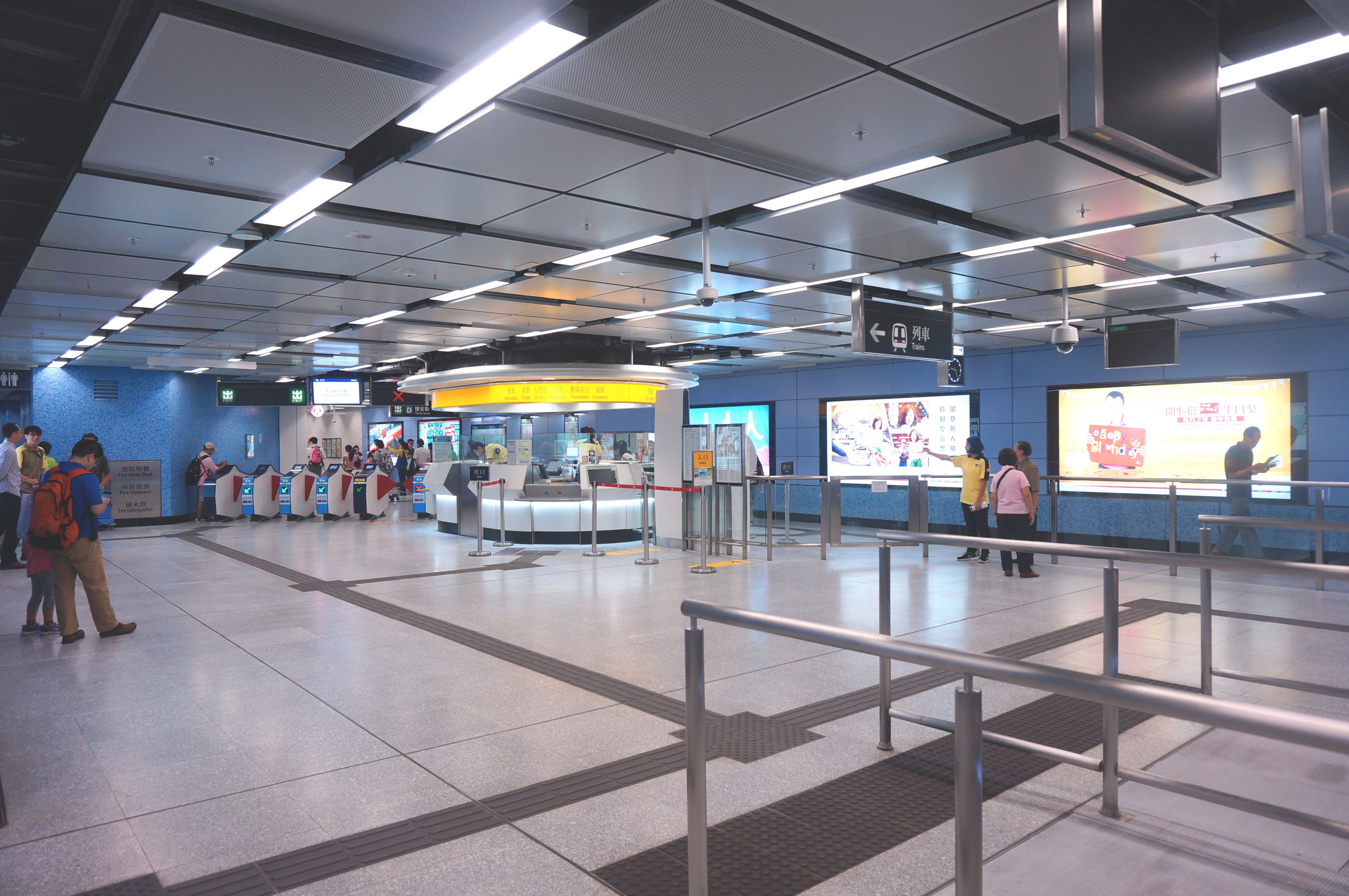
東コンコース
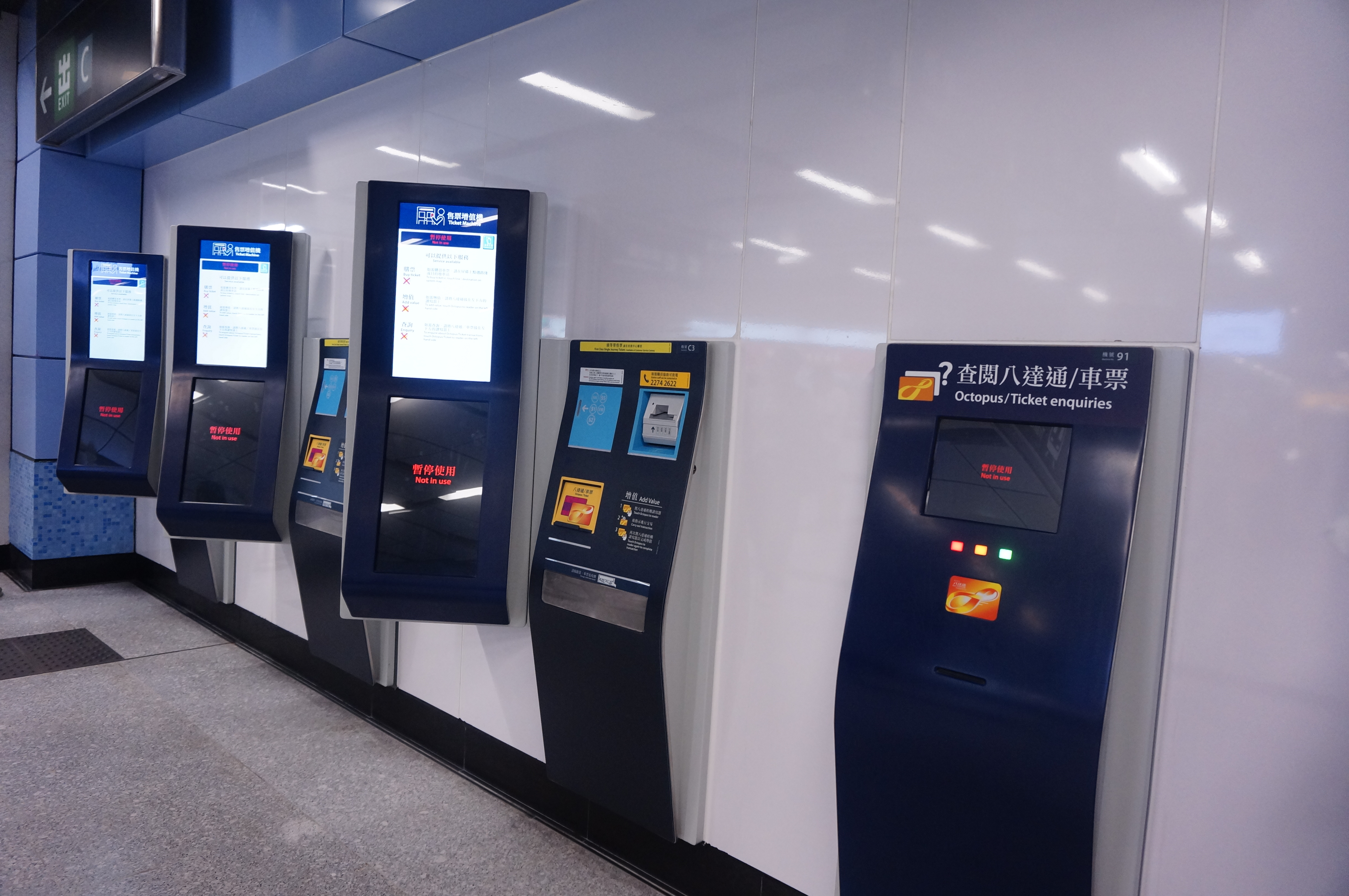
券売機・チャージ機

### 駅出口
西コンコース
- 民兆街
  - A出口：民兆街、紅磡市政大廈、九龍城政府合署、聖母堂、聖公会聖匠中学、聖公会聖匠堂、黄埔新邨、紅磡邨、家維邨
- 紅磡道
  - B出口：紅磡道、海浜南岸、半島豪庭、ホテルサーブ（逸酒店）、紅磡湾中心、理大紅磡学生宿舍、黄埔新天地奇妙坊、黄埔新天地百寶坊、仁孚停車場大廈、黄埔花園

東コンコース
- 船景街
  - C1出口：黄埔新天地時尚坊地下フロア直結
  - C2出口：船景街、紅磡渡輪碼頭、馬頭涌官立小学紅磡湾分校、維港星岸、Kerry Hotel、黄埔美食坊、黄埔新天地家居庭、黄埔新天地聚寶坊、黄埔花園
- 徳安街
  - D1出口：イオン（イオンスタイル）黄埔店地下フロア直結
  - D2出口：徳安街、黄埔宣道小学、葛量洪校友会黄埔学校、公共運輸交匯処、聖公会奉基千禧小学、聖公会奉基小学、海名軒、海逸豪園、黄埔花園

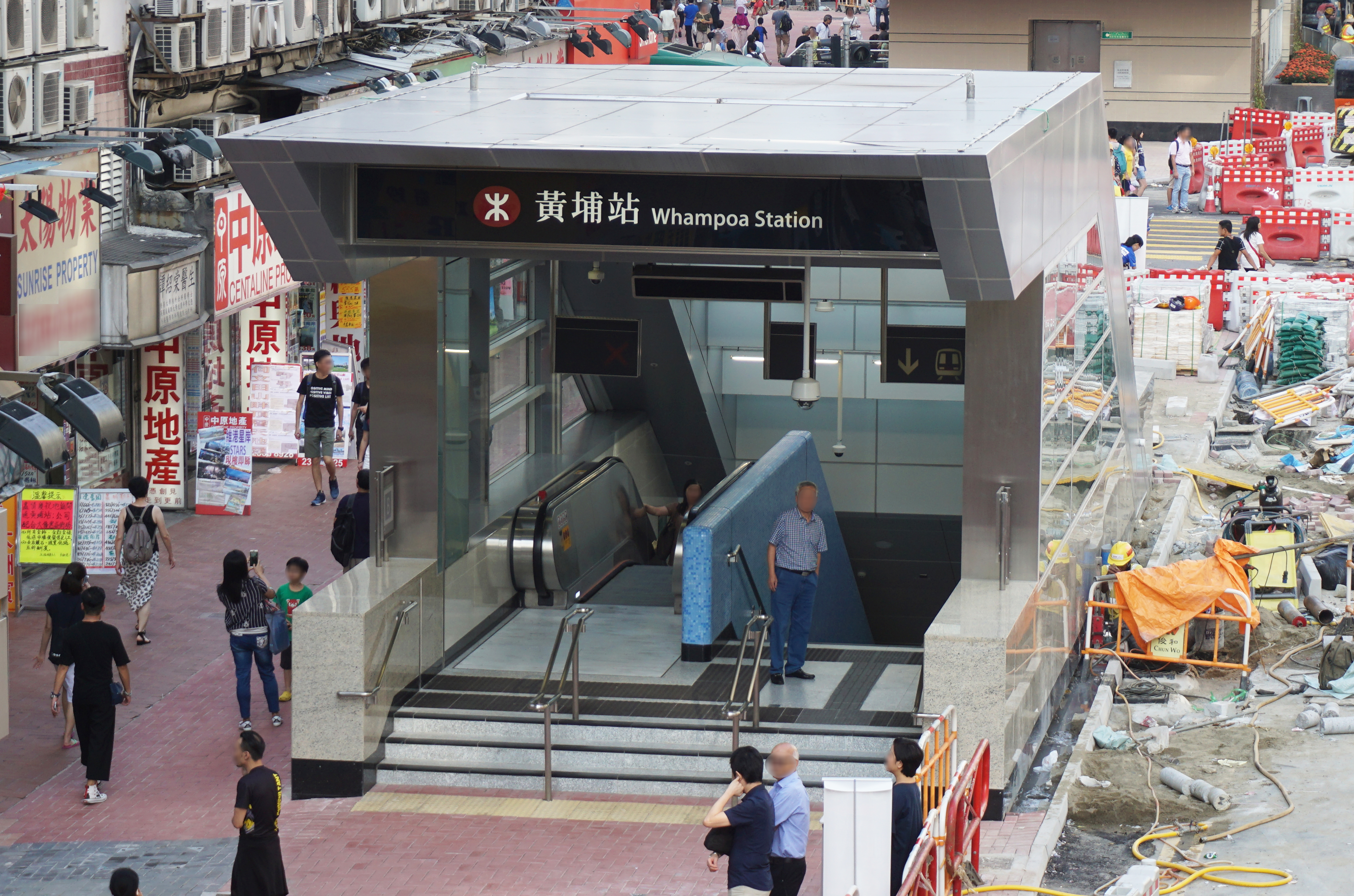
B出入口
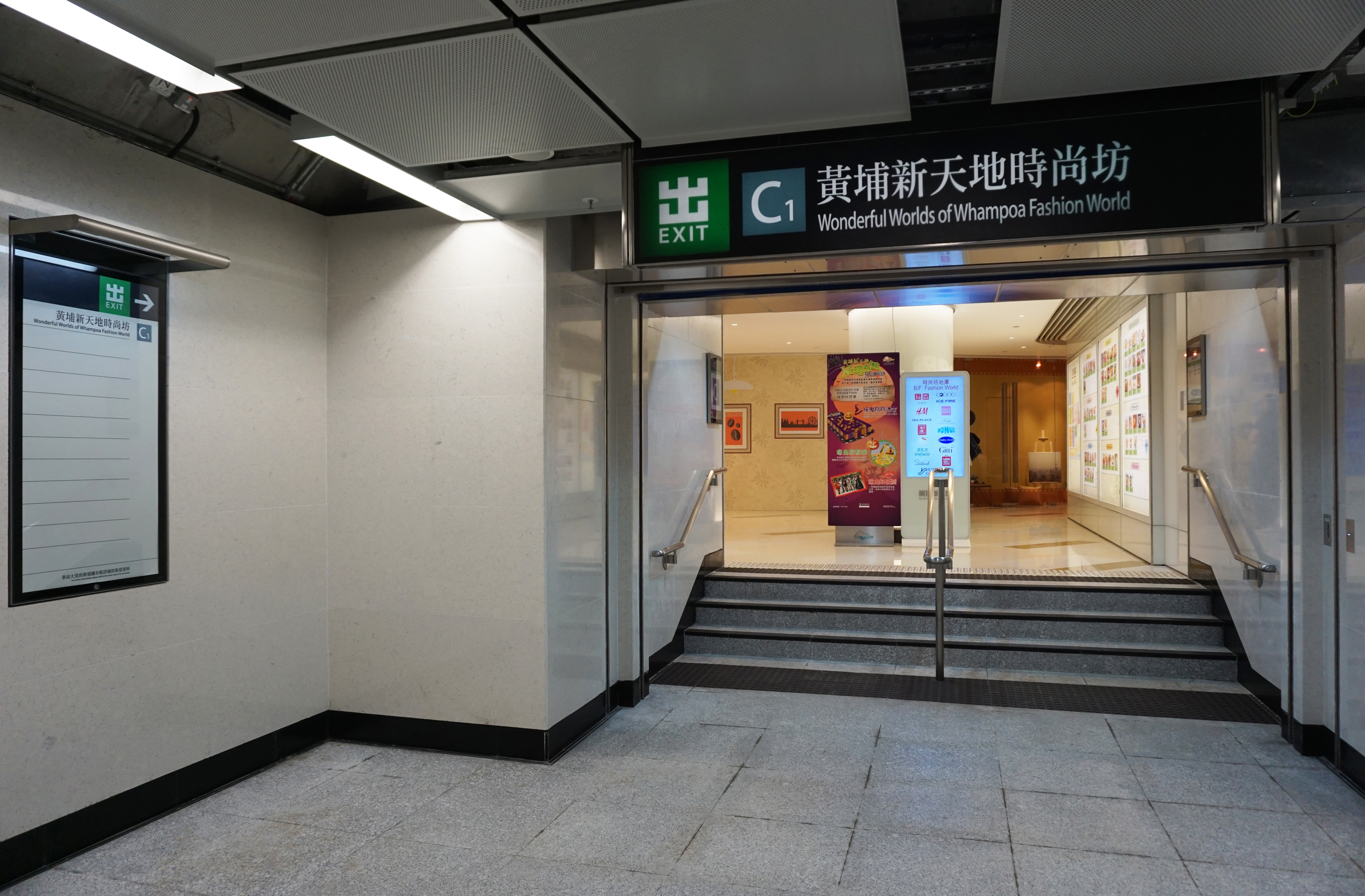
C1出入口内部
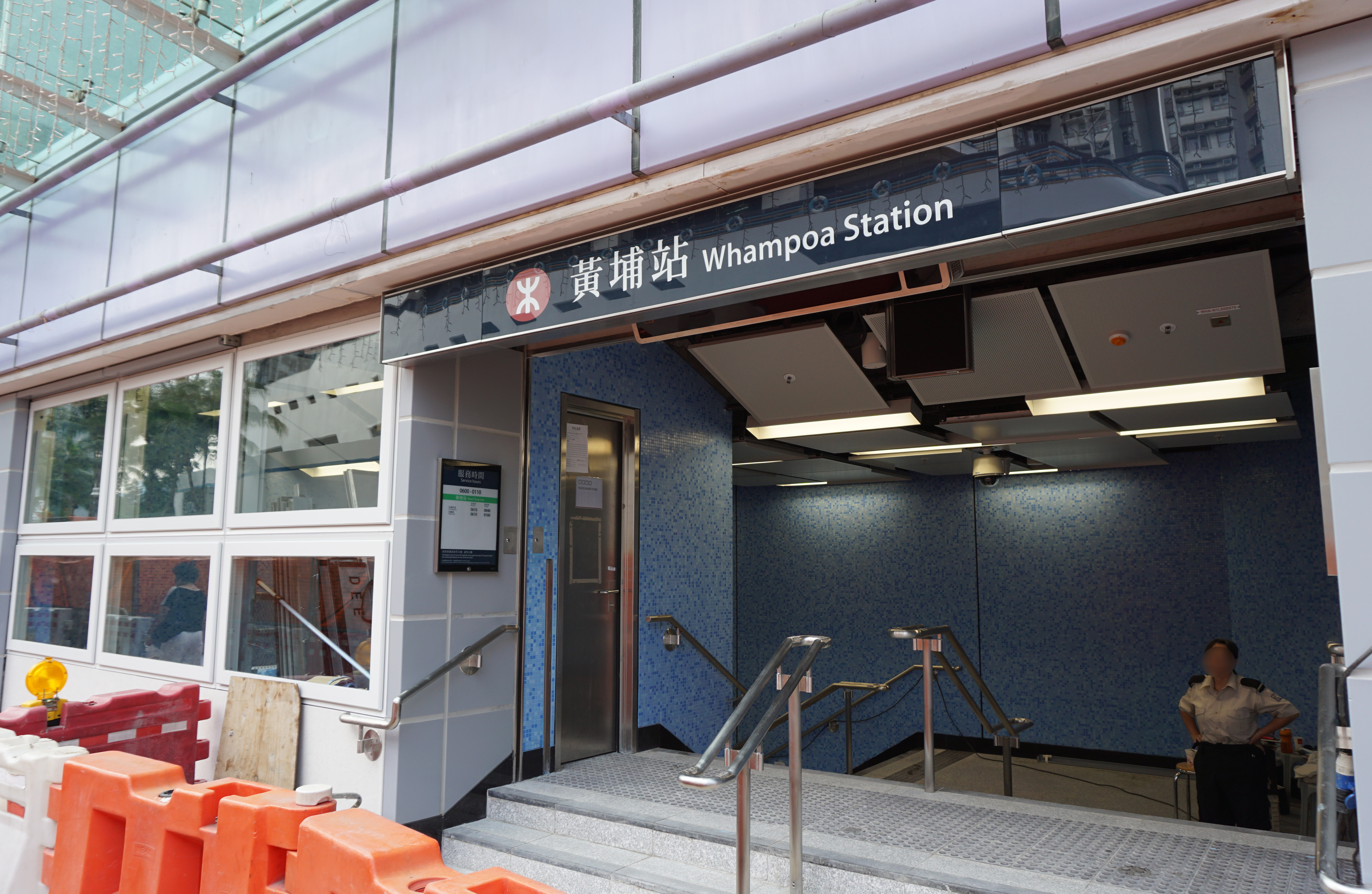
C2出入口
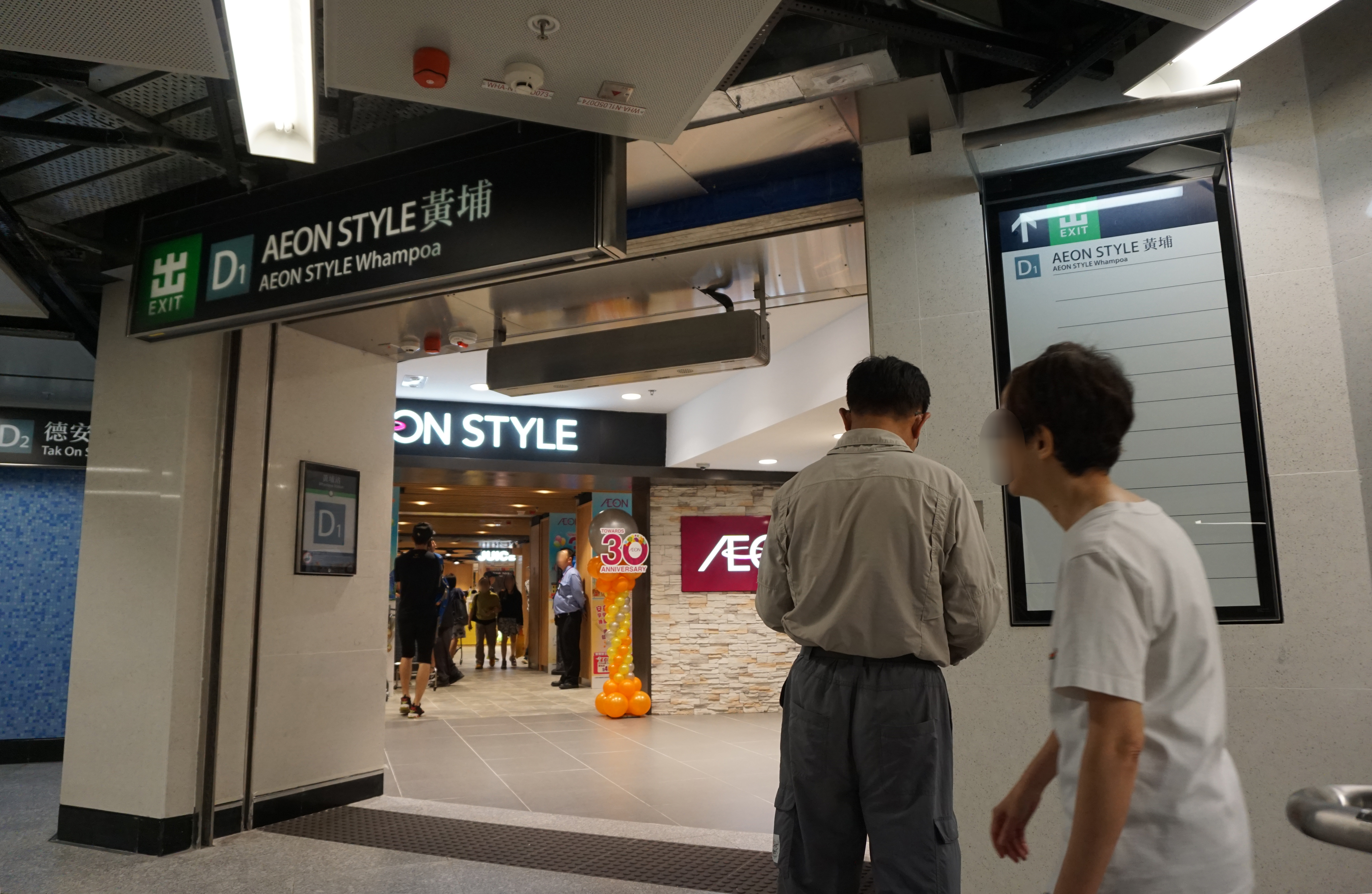
D1出入口内部
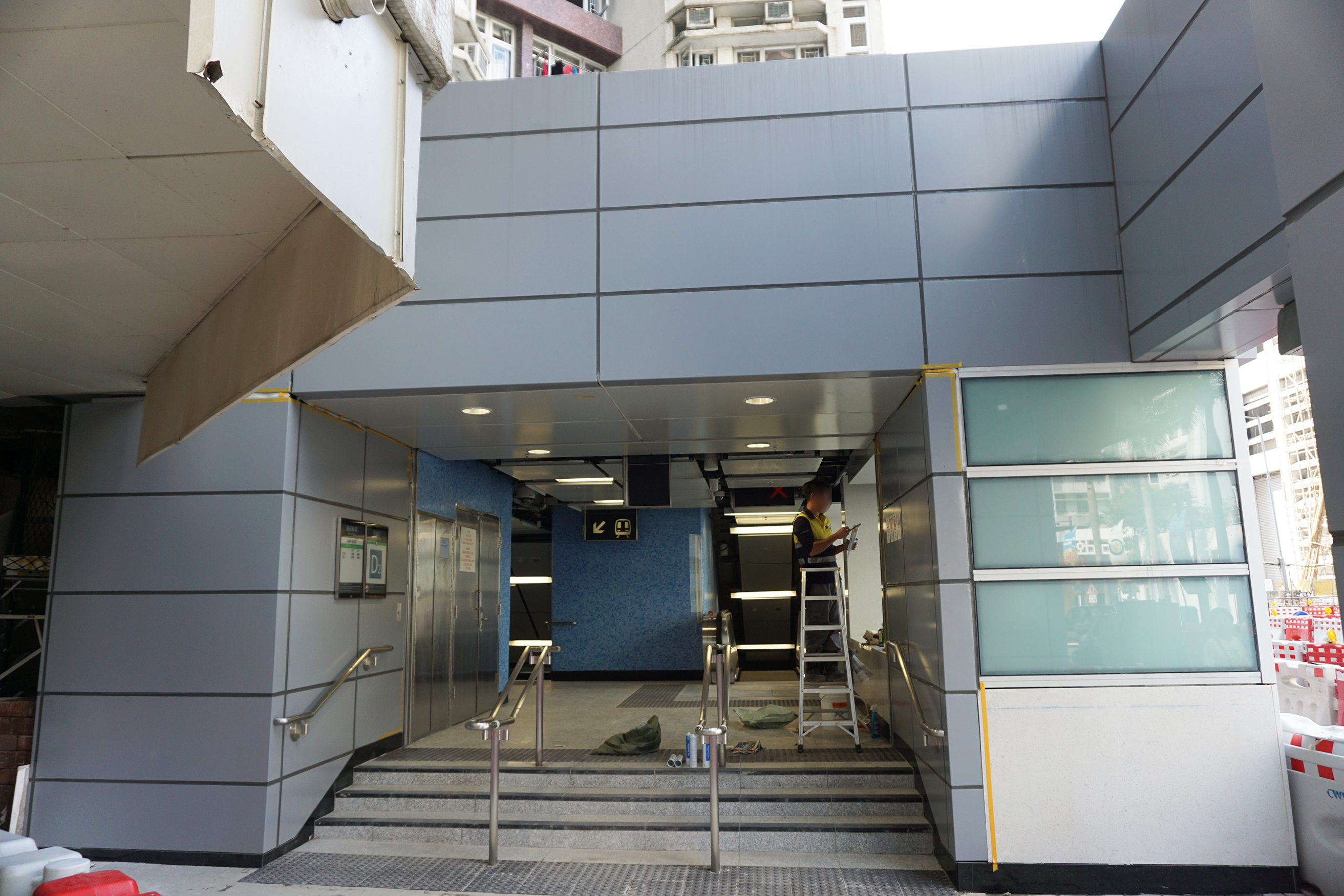
D2出入口

## 利用状況
通常時5分毎、ラッシュ時2分毎で運行。当駅の構造上の制約で、ラッシュ時には半数の列車が何文田駅南側の当駅寄りに設けられる引き込み線で折り返す。。

## 駅周辺
| - イオンスタイル黄埔 - 民兆街 - 明愛社区書院紅磡 - 紅磡邨 - 紅磡市政大廈 - 紅磡広場 - 家維邨 - 九龍城政府合署 - 聖母堂 - 聖公会聖匠中学 - 聖公会聖匠堂 - 聖公会聖匠堂社区中心 - 黄埔新邨1-3期 - 紅磡道 - 海浜南岸（ハーバーパレス） - 半島豪庭 - 逸酒店 - 紅磡湾中心 - 宝石戯院 - 香港理工大学紅磡学生宿舍 - 大環山公園 - 大環山遊泳池 | - 聯成大廈 - 黄埔花園 - 黄埔花園バスターミナル | - 仁孚停車場大廈 - 船景街 - 紅磡碼頭 - 馬頭涌官立小学紅磡分校 - 維港星岸 - Kerry Hotel - 黄埔号 - 黄埔美食坊 - 黄埔新天地家居庭 - 黄埔新天地聚宝坊 - 徳安街 - 黄埔宣道小学 - 葛量洪校友会黄埔学校 - 九龍海逸君綽酒店 (ハーバーグランド・カオルーン) - 海逸豪園 - 海名軒 (ハーバーフロント・ランドマーク) - 聖公会奉基千禧小学 - 聖公会奉基小学 - DON DON DONKI Whampoa Garden店（2022年8月17日オープン） |

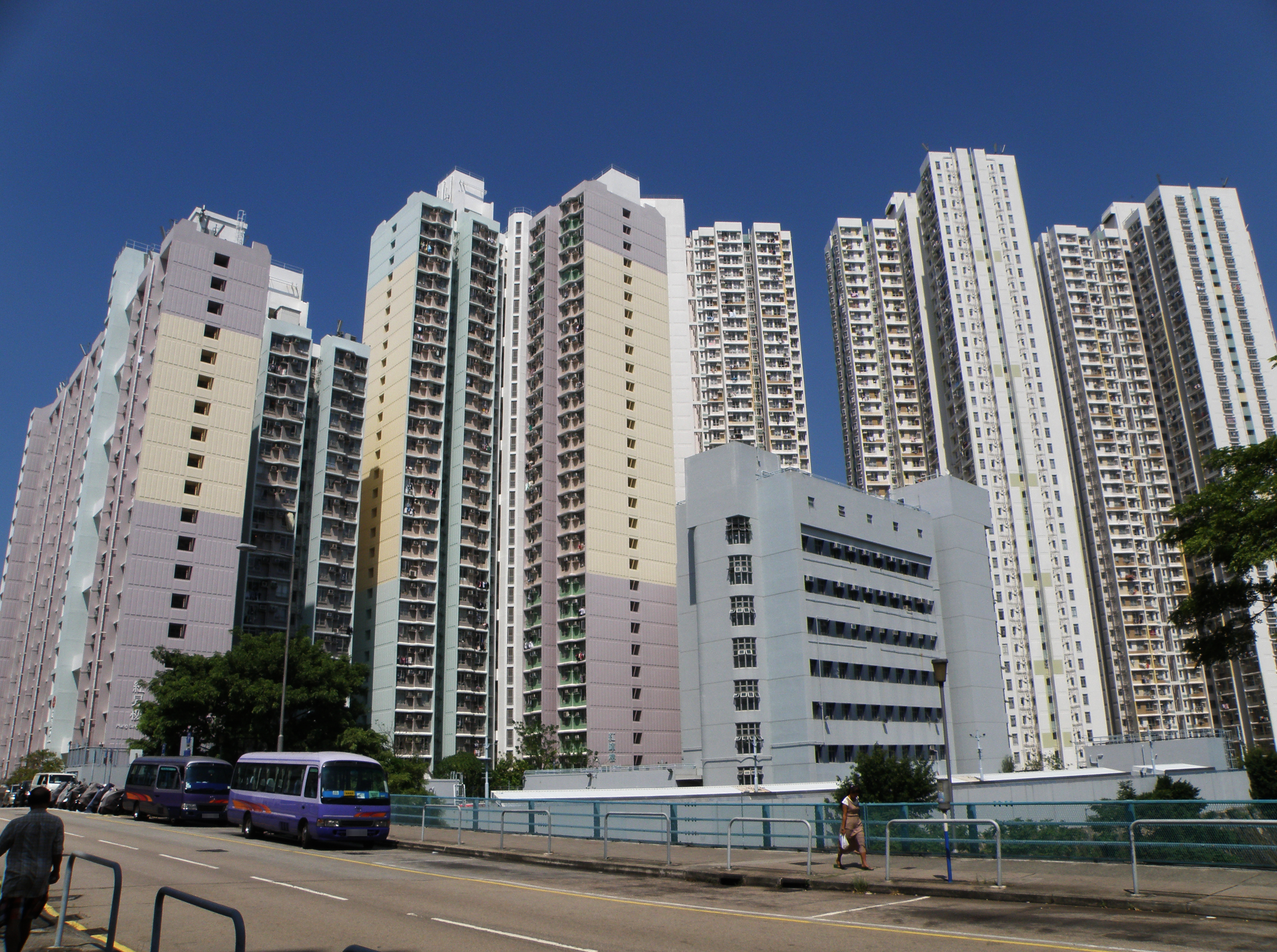
紅磡邨
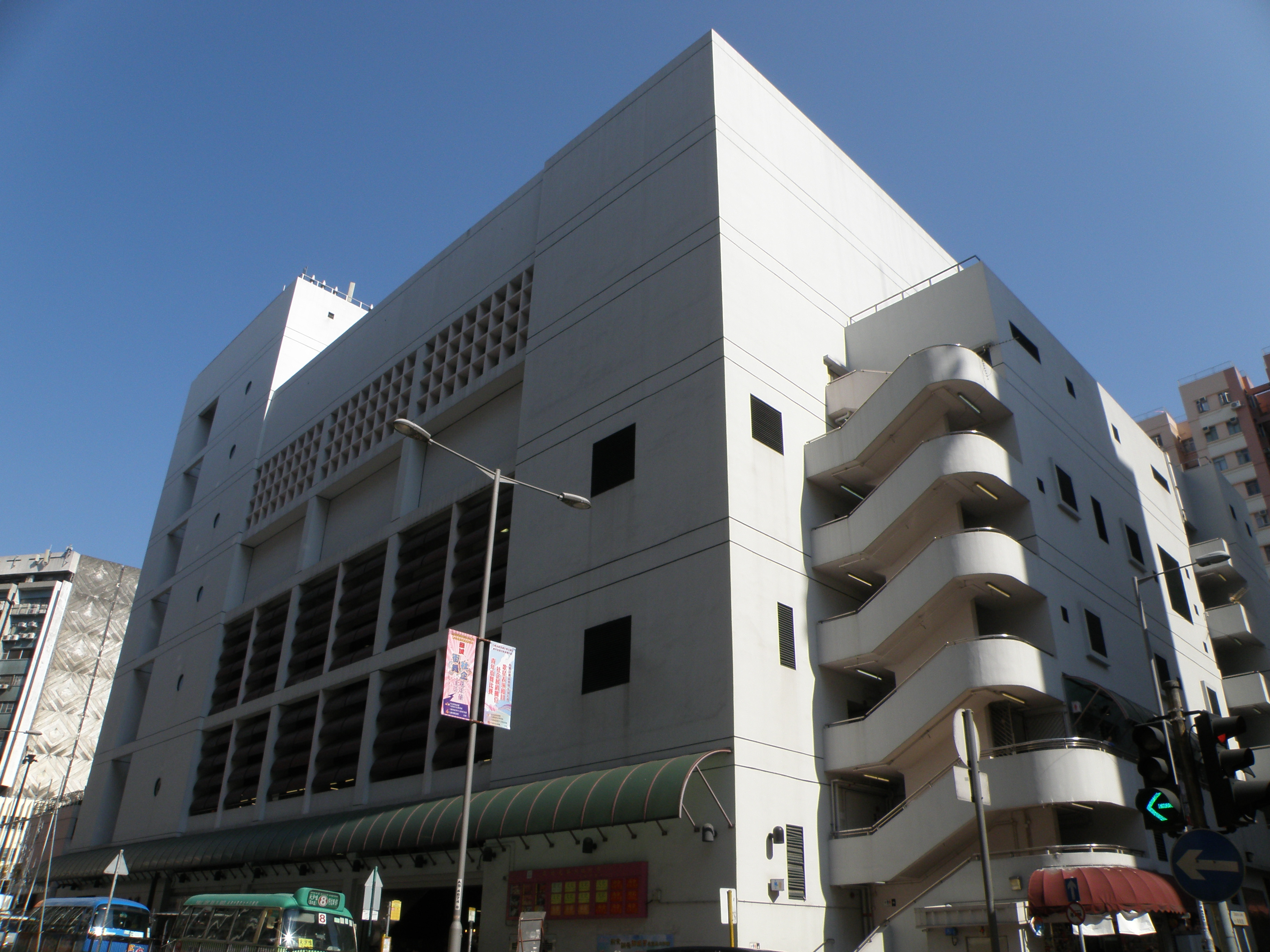
紅磡市政大廈
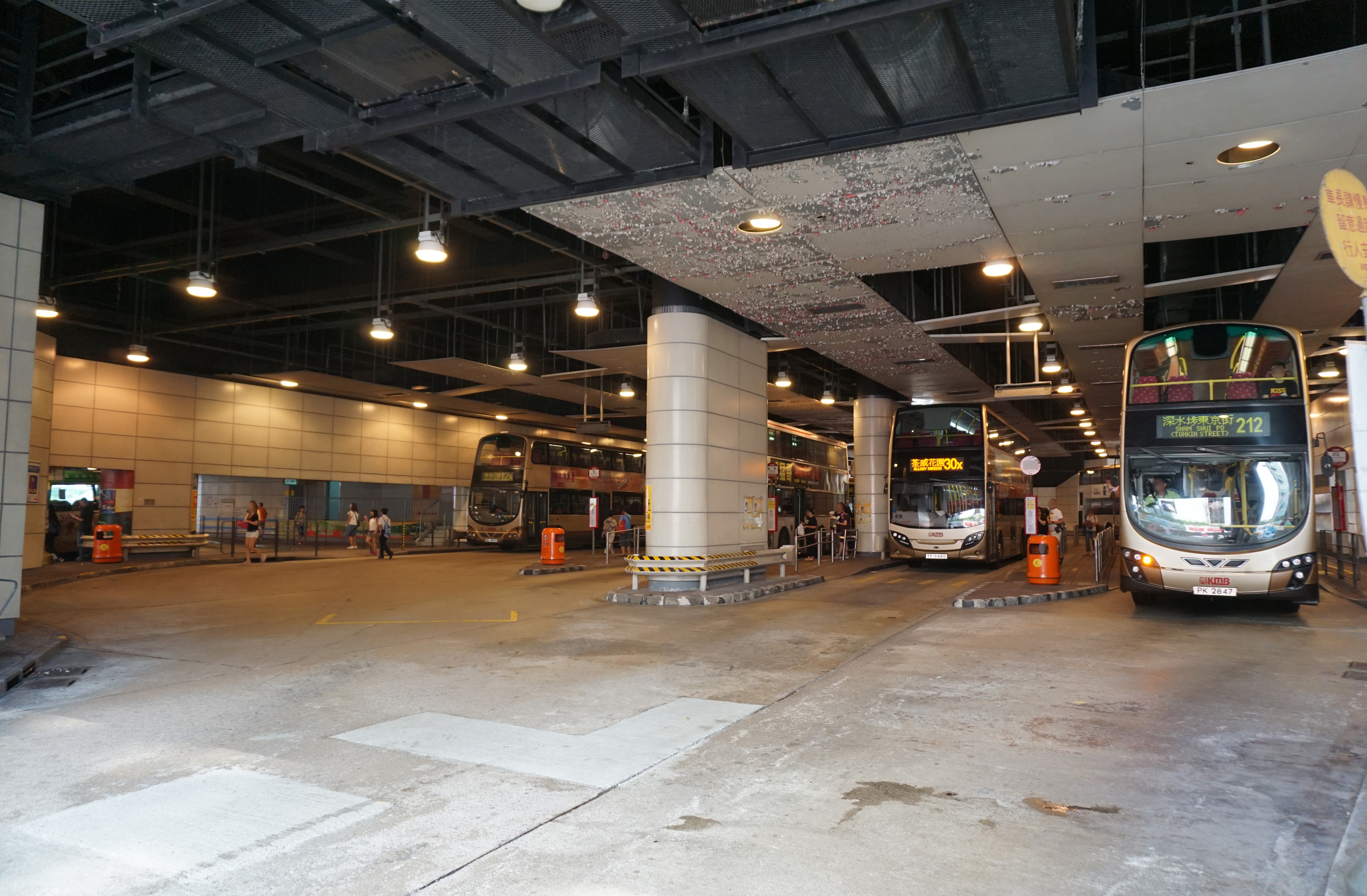
黄埔花園バスターミナル
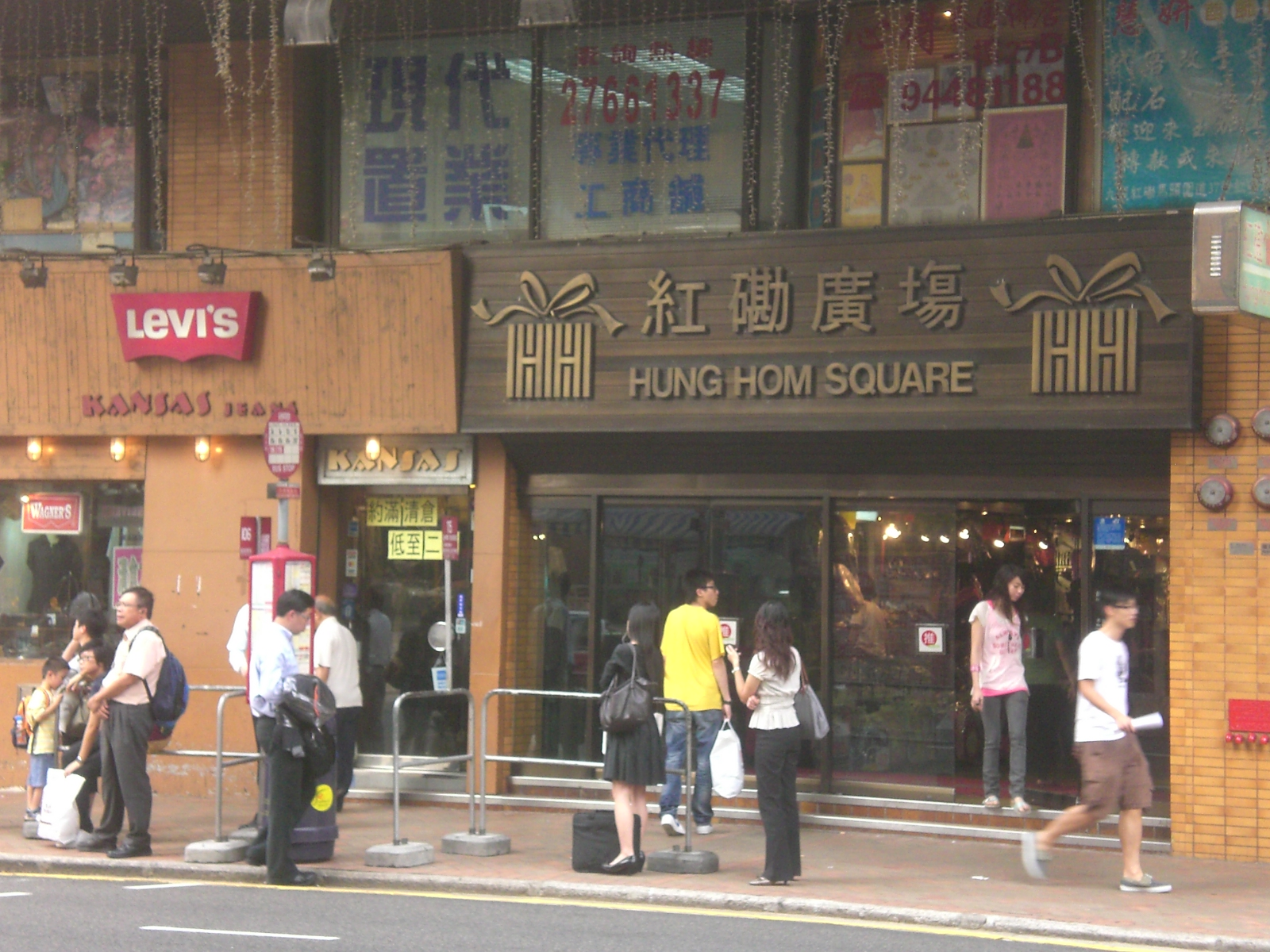
紅磡広場
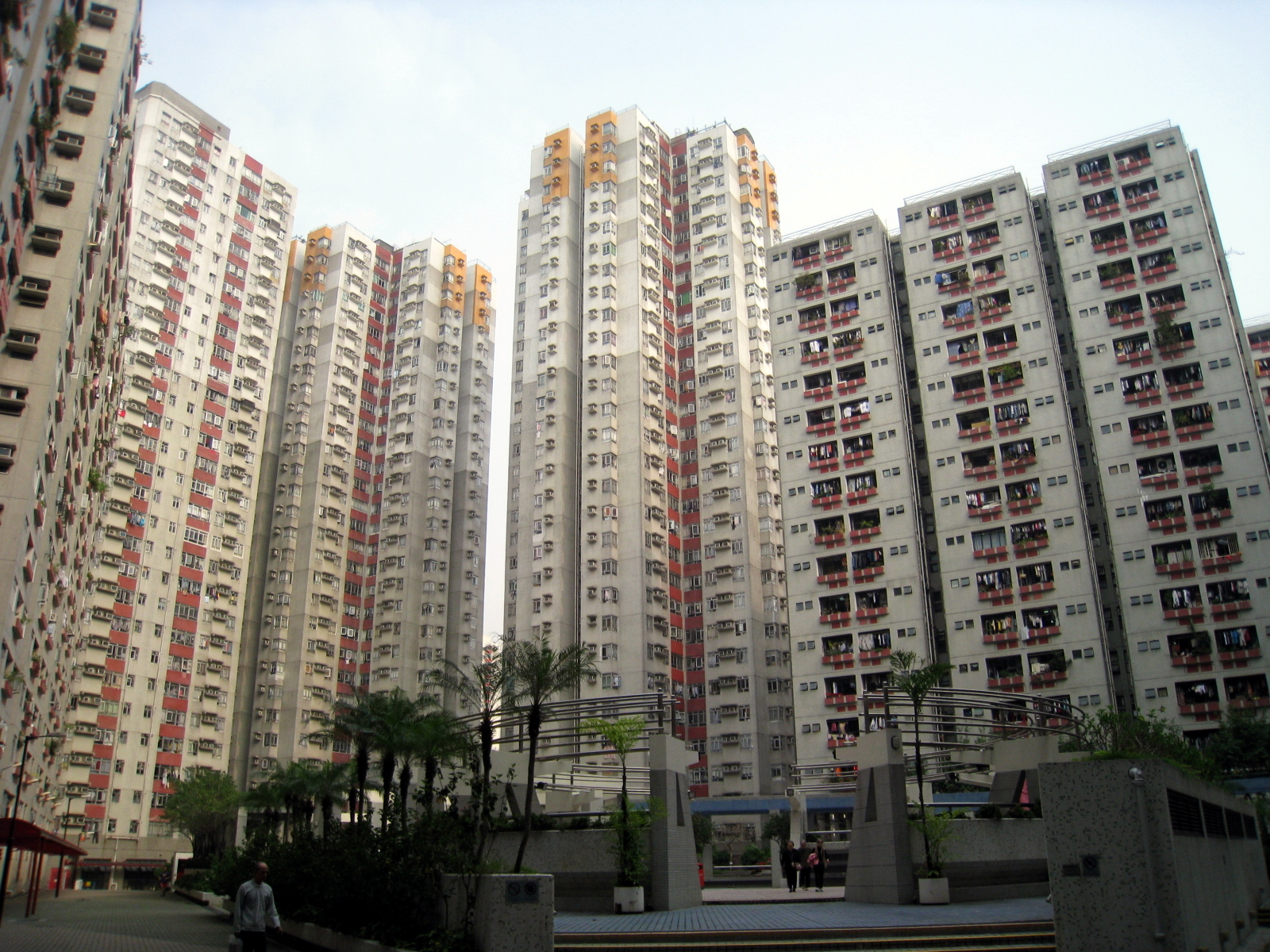
家維邨
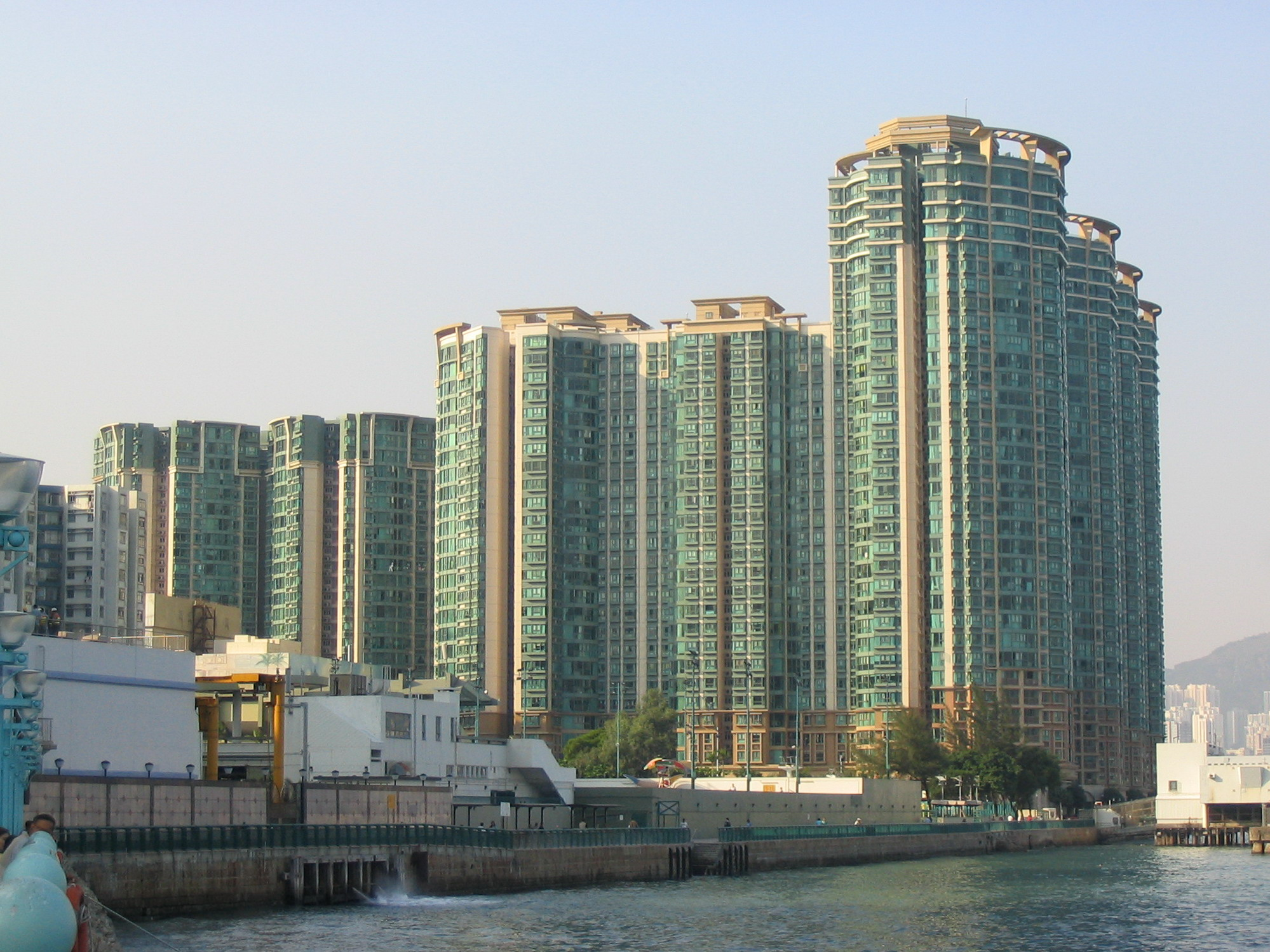
海逸豪園
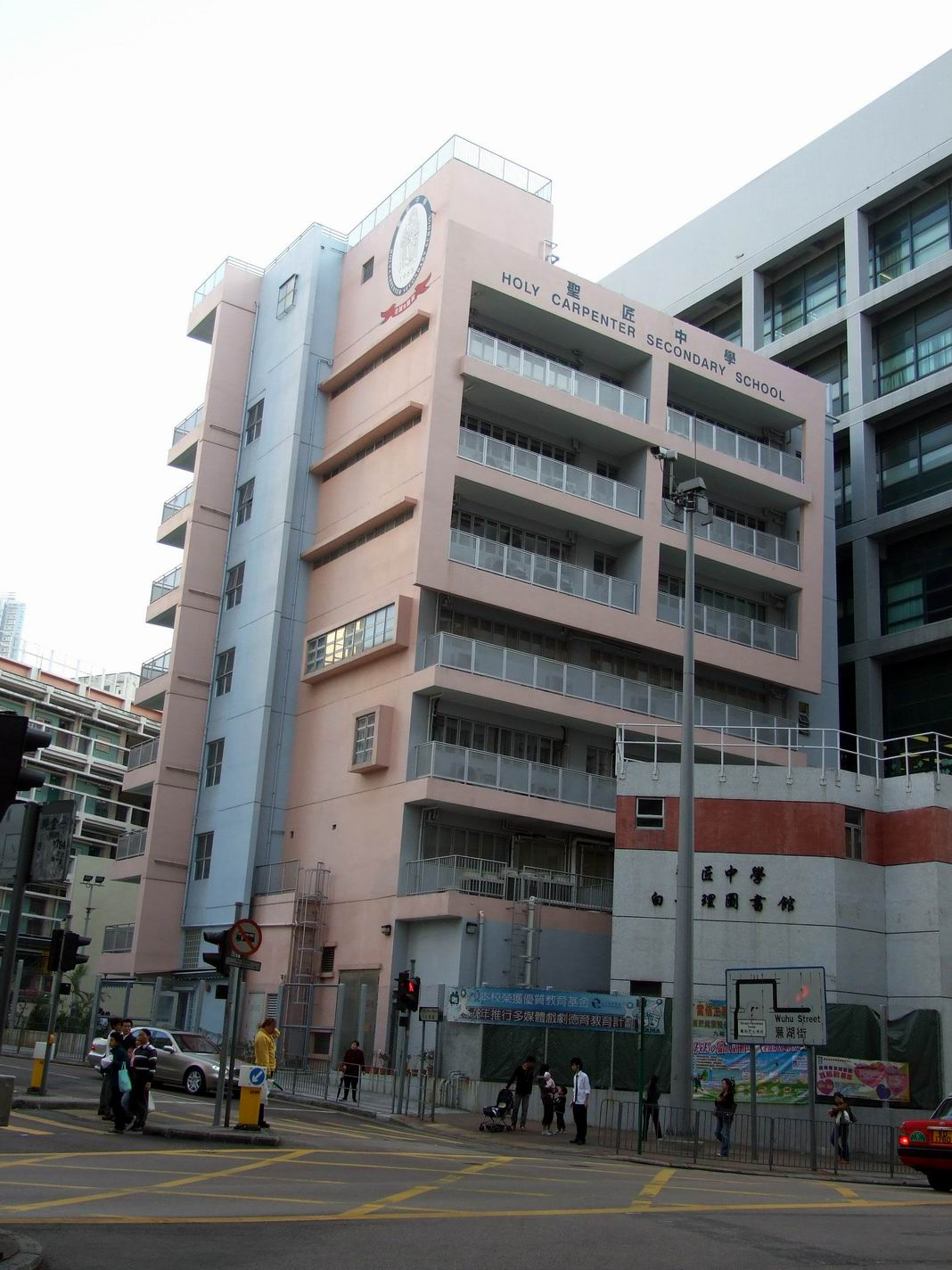
聖匠中学
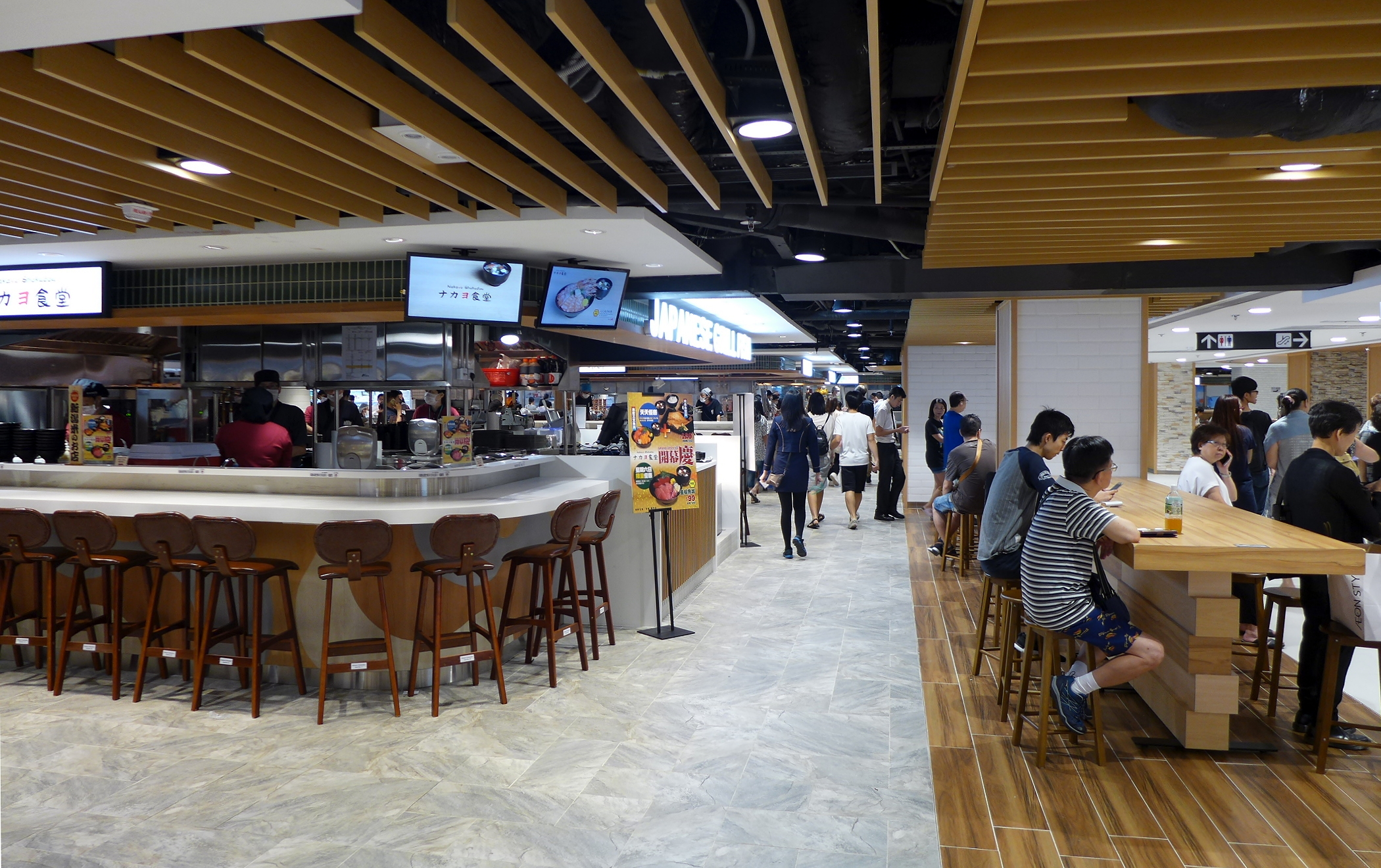
イオンスタイル黄埔
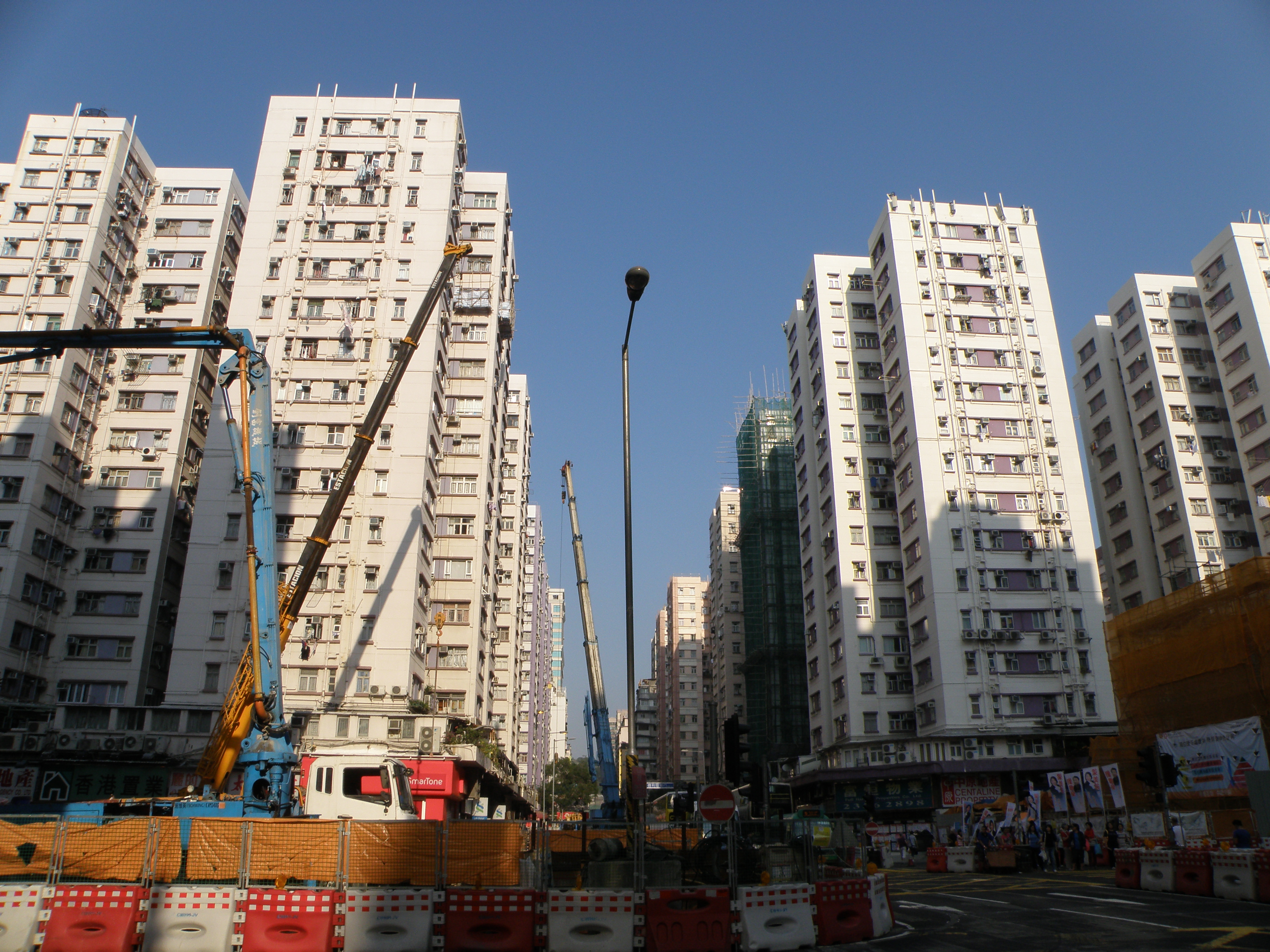
黄埔新邨
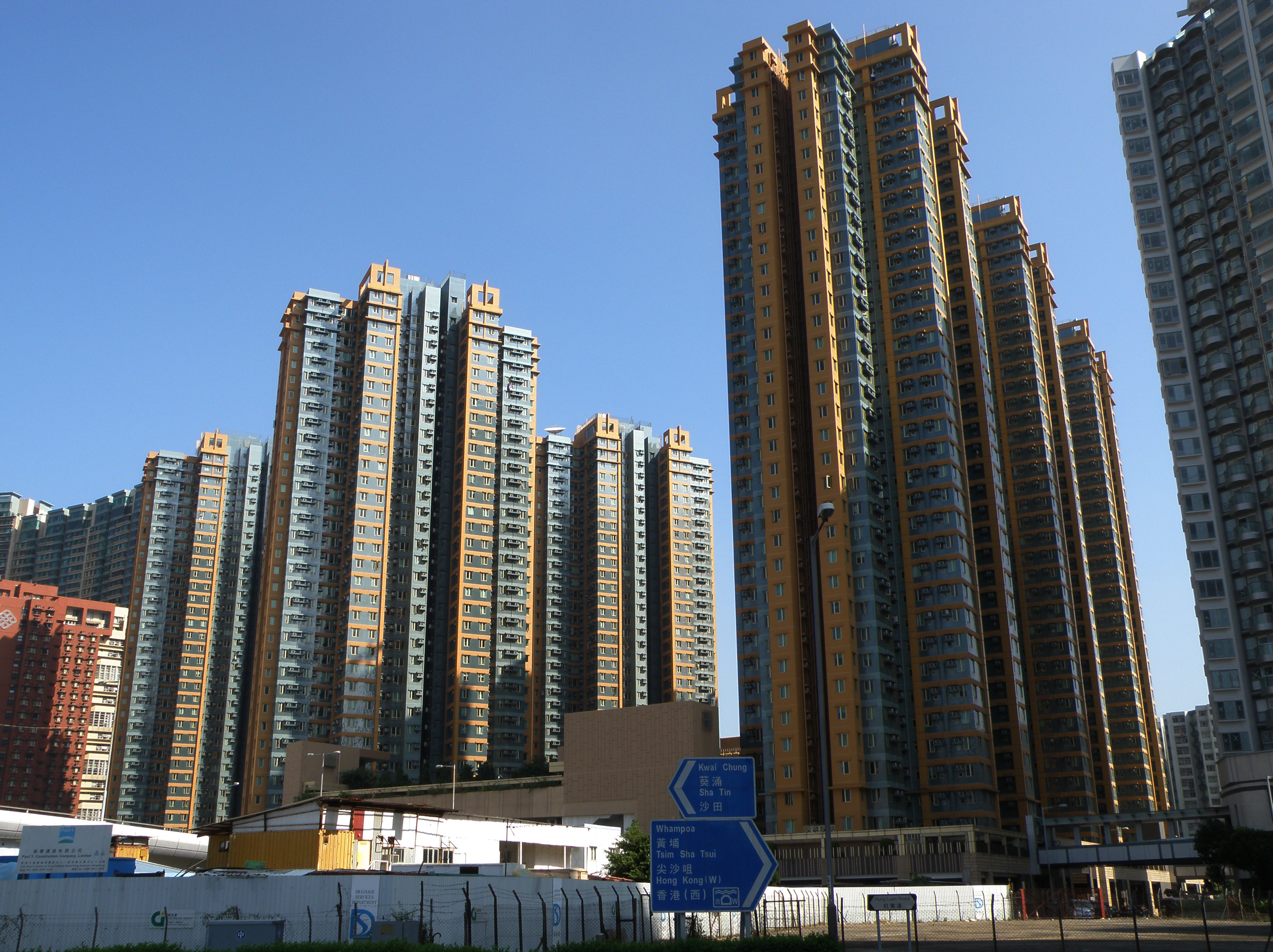
ハーバーパレス（海浜南岸）
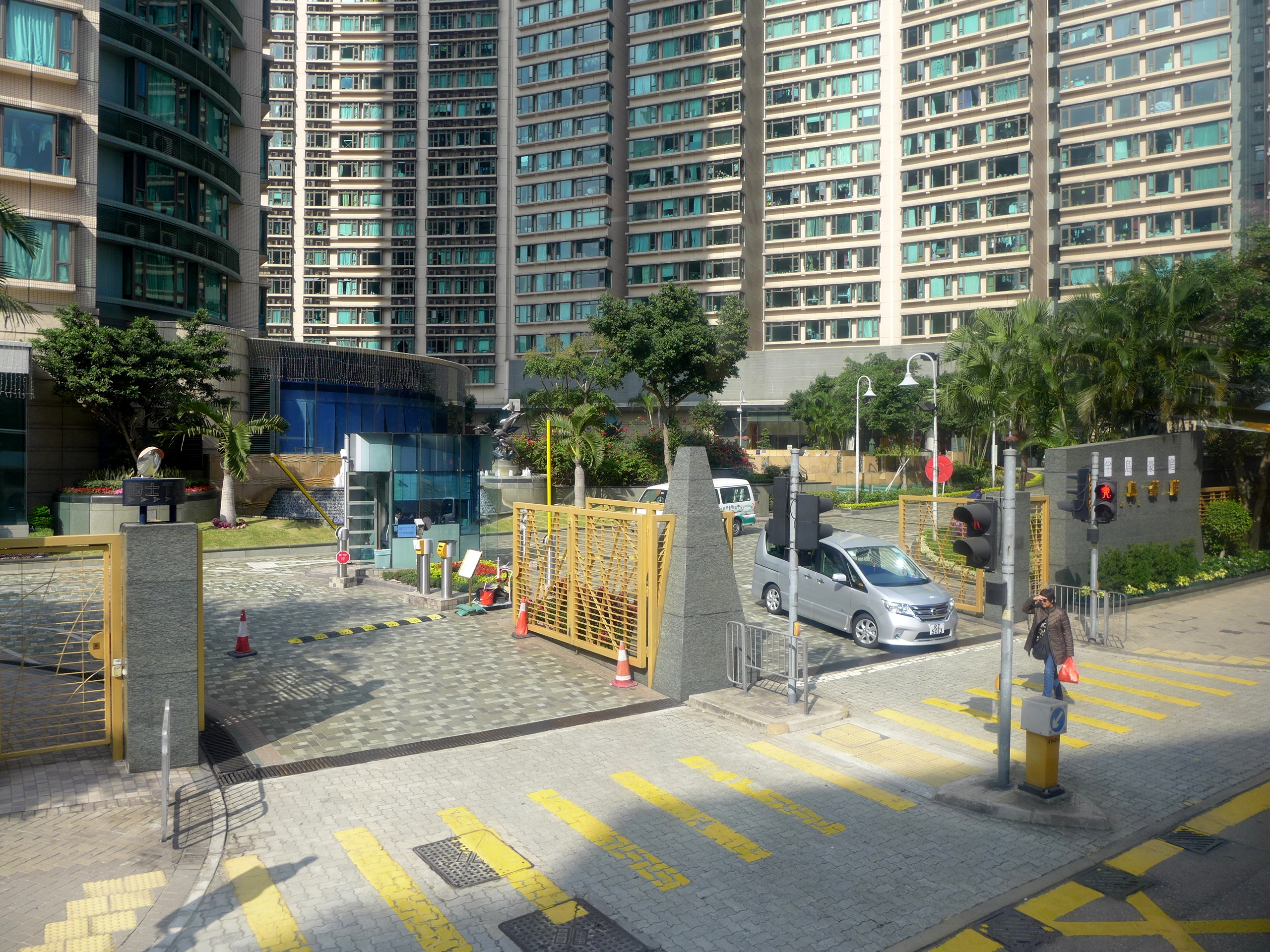
ロイヤル・ペニンシュラ（半島豪庭）
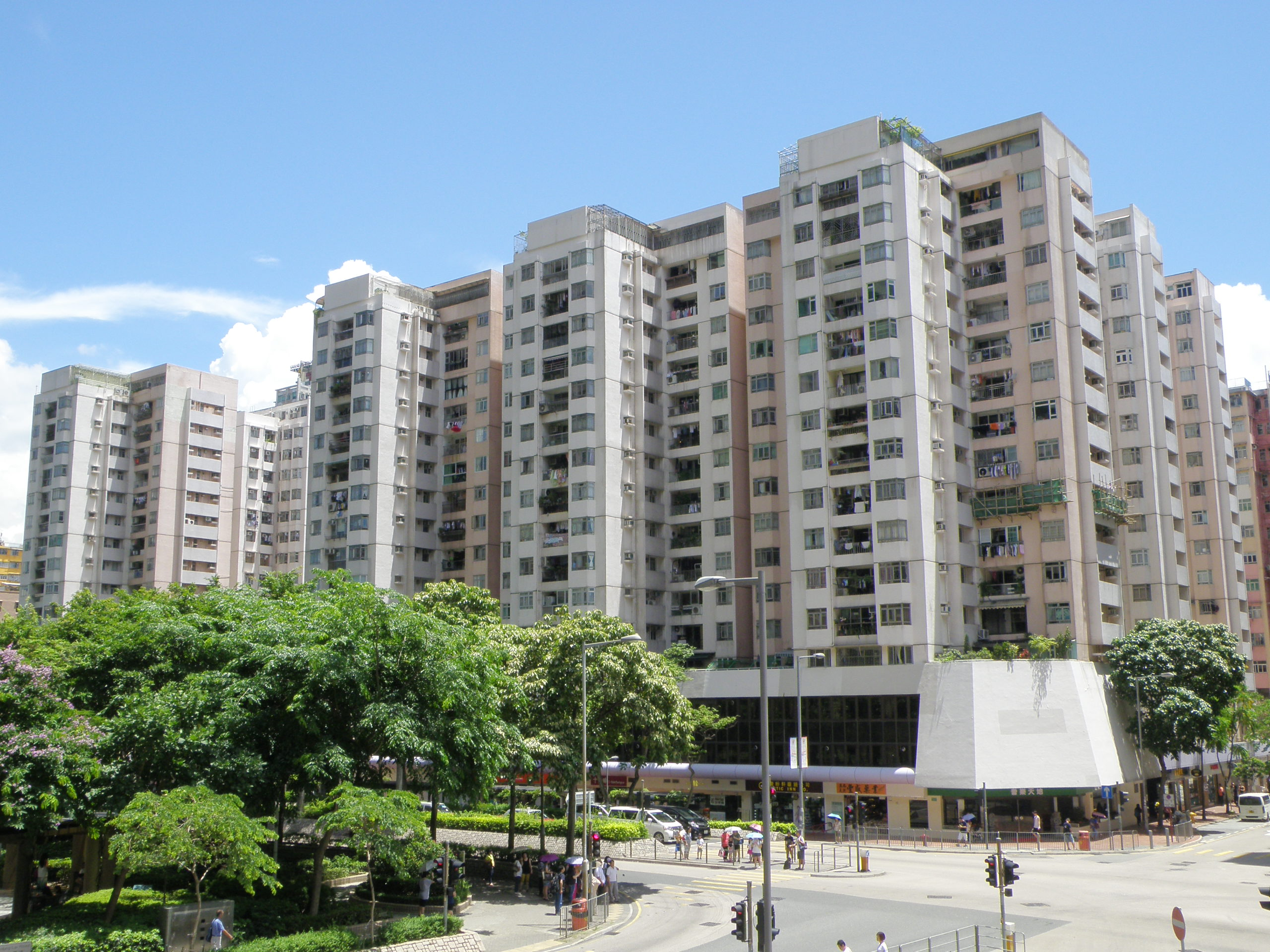
紅磡灣中心
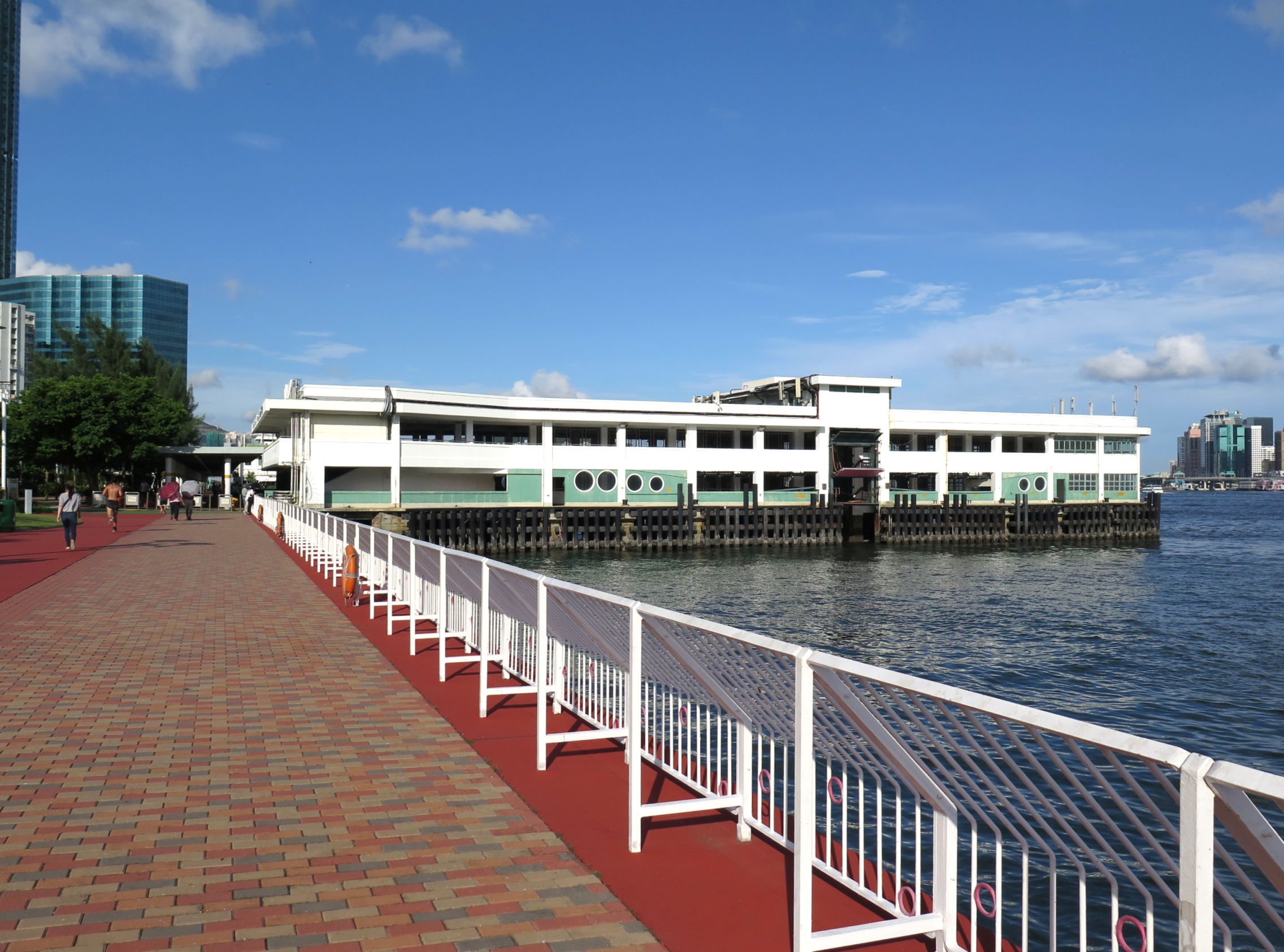
紅磡碼頭
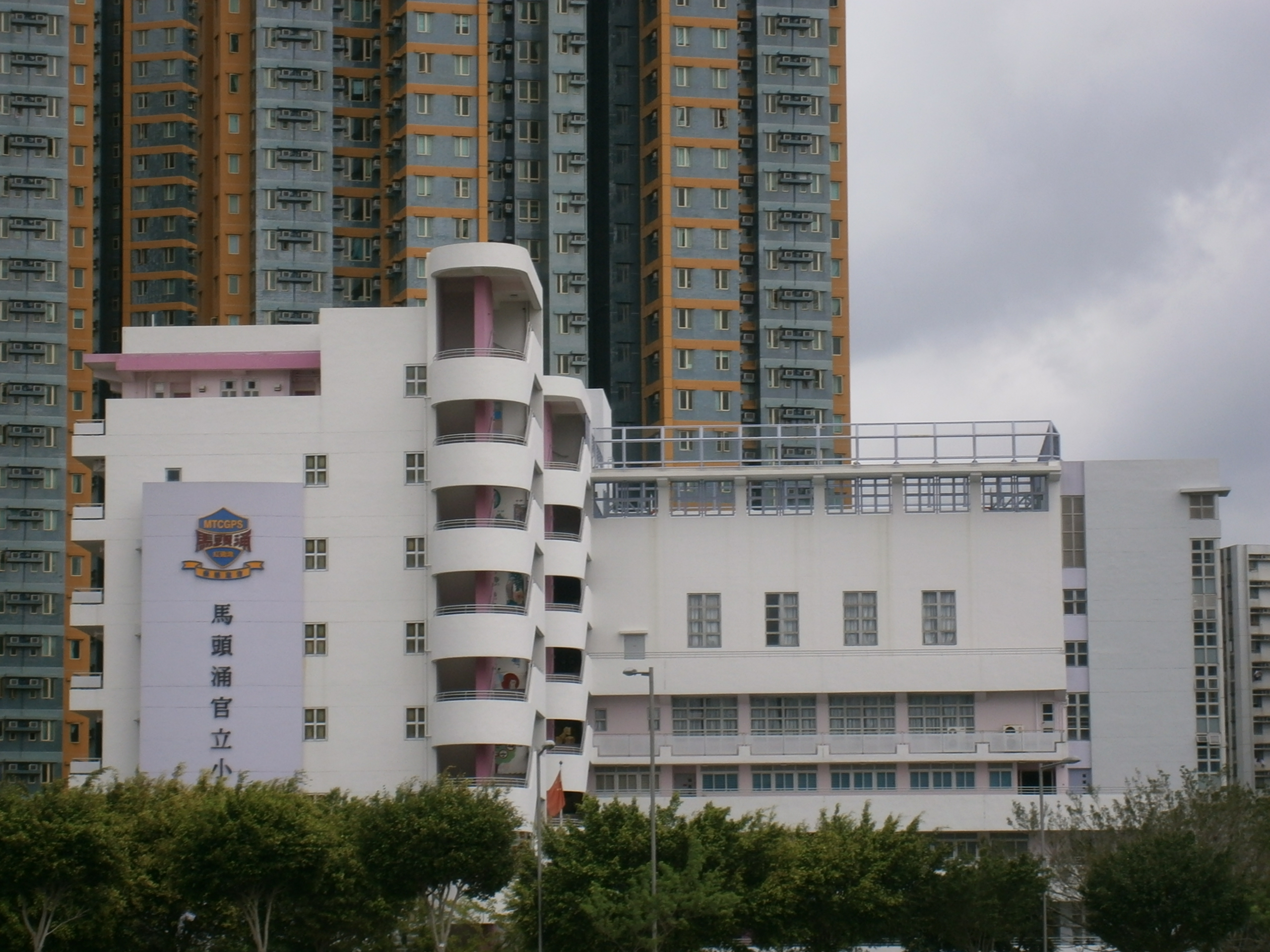
馬頭涌官立小学紅磡分校
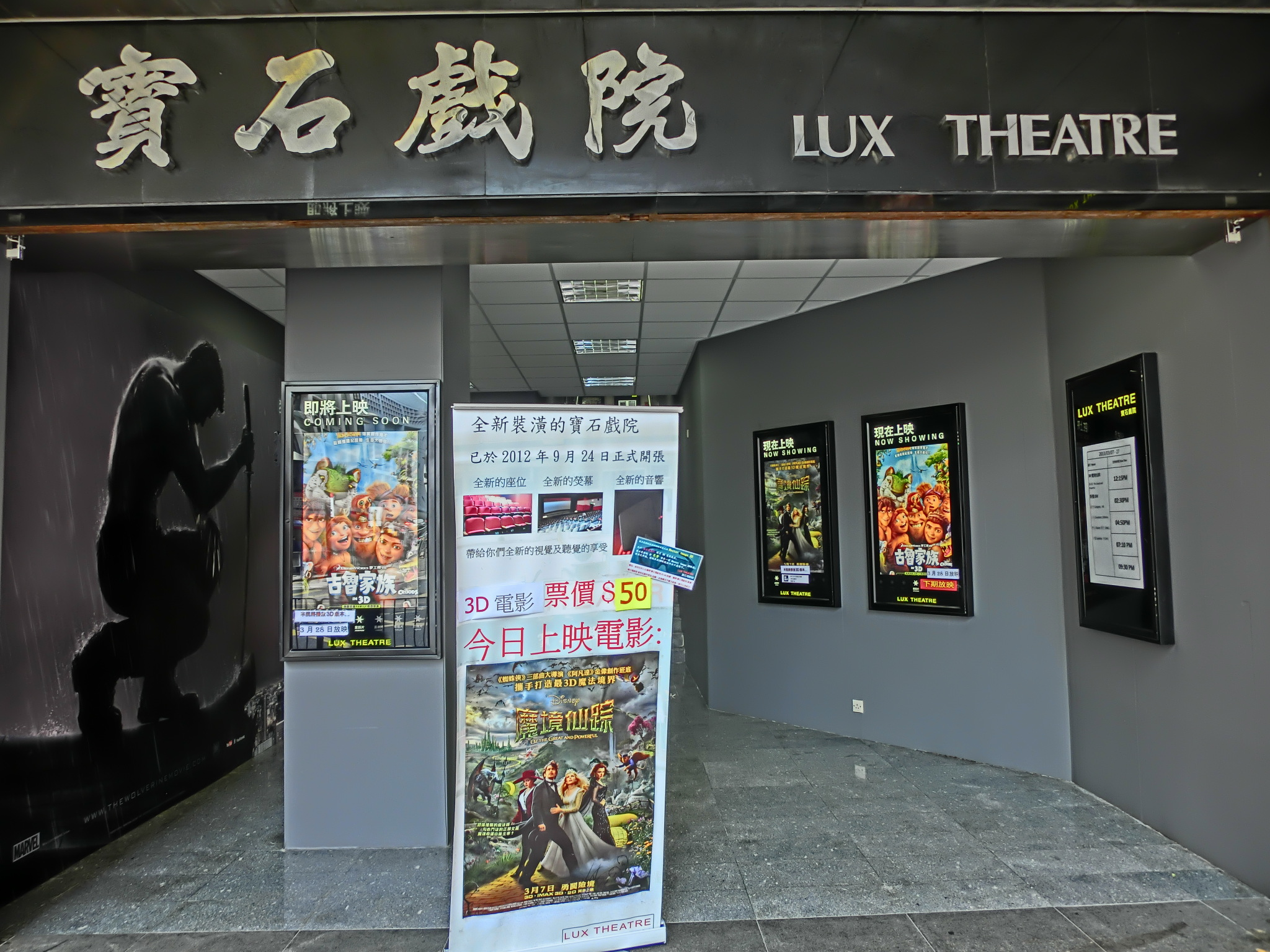
宝石戯院
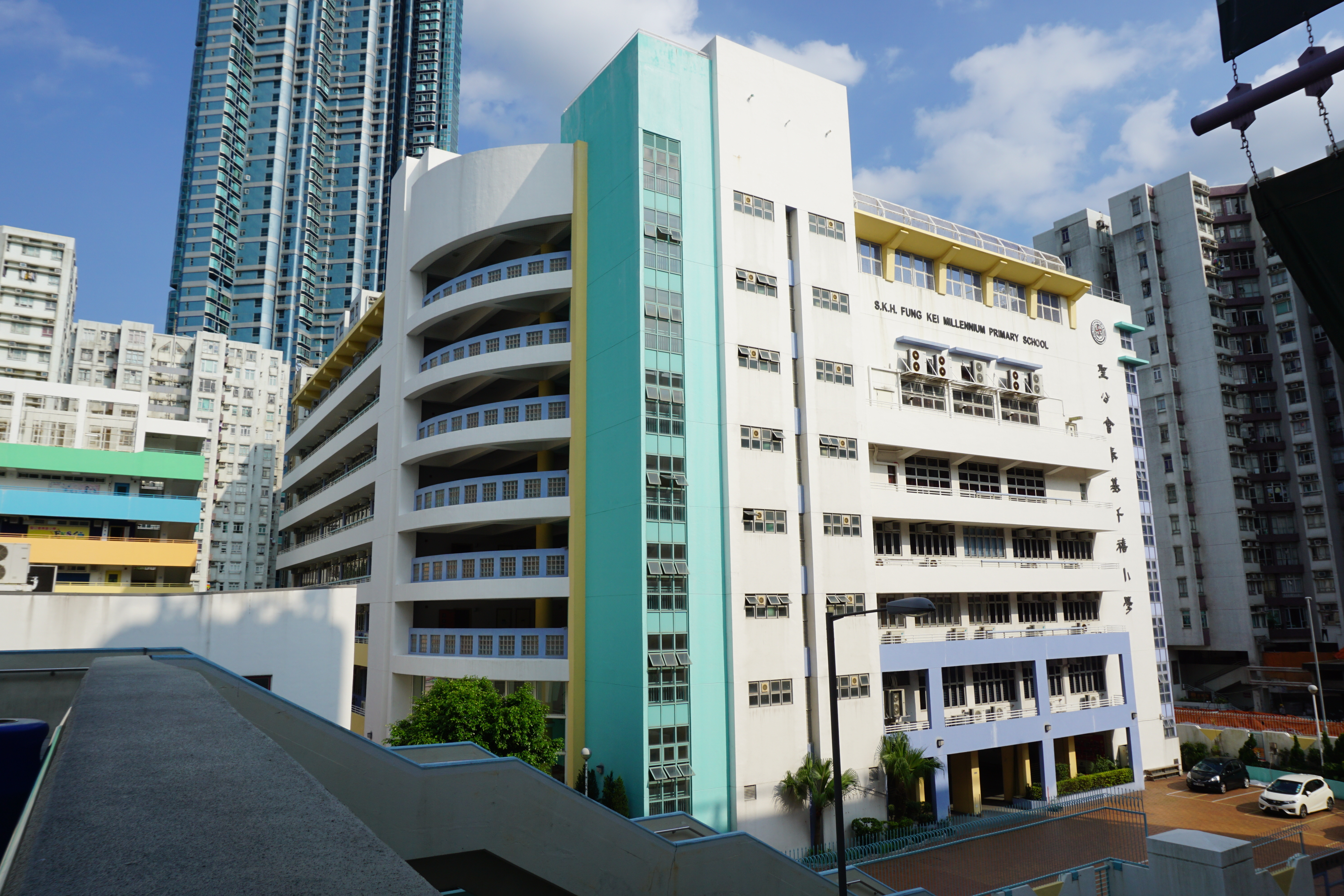
聖公会奉基千禧小学
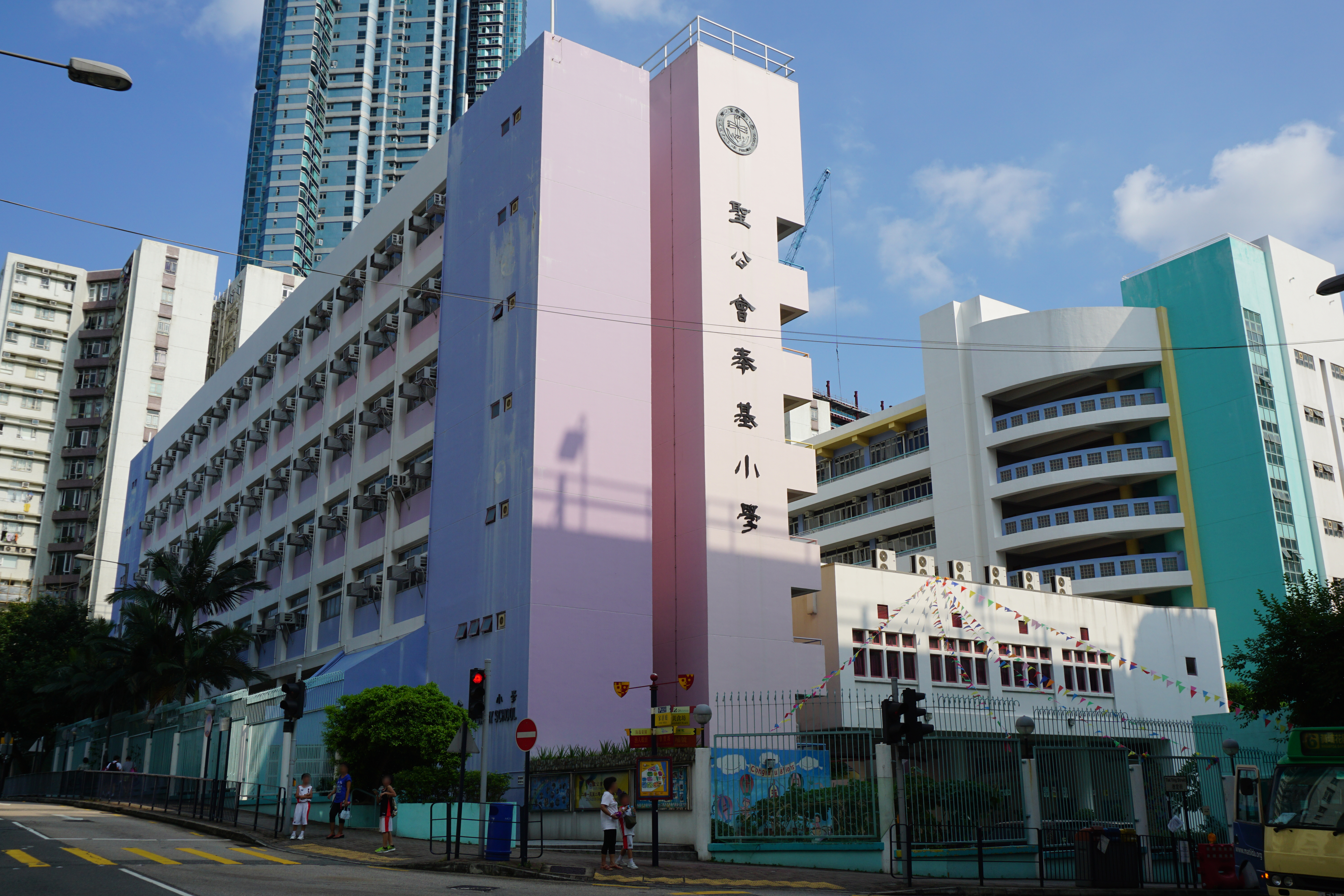
聖公会奉基小学
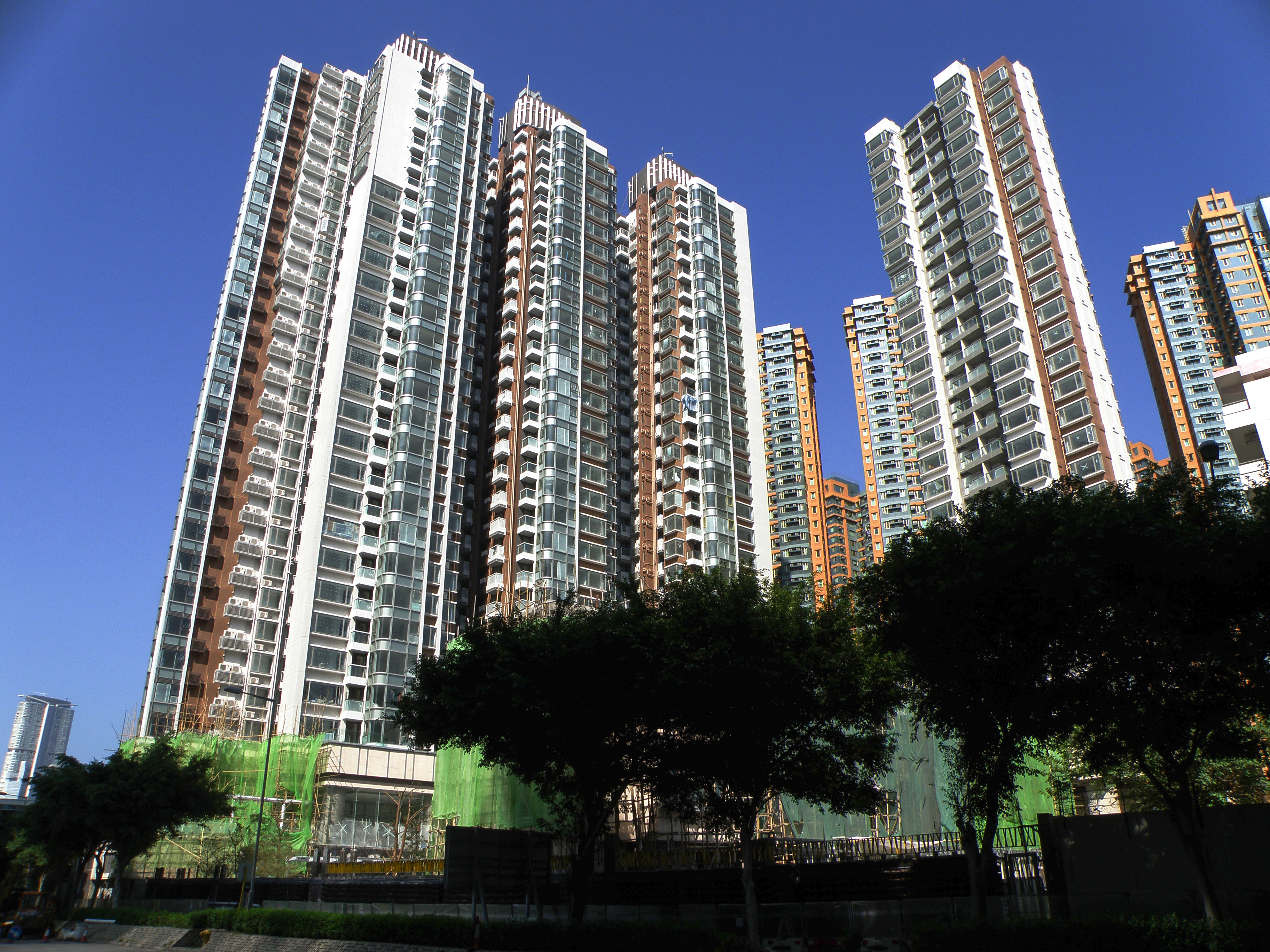
維港・星岸
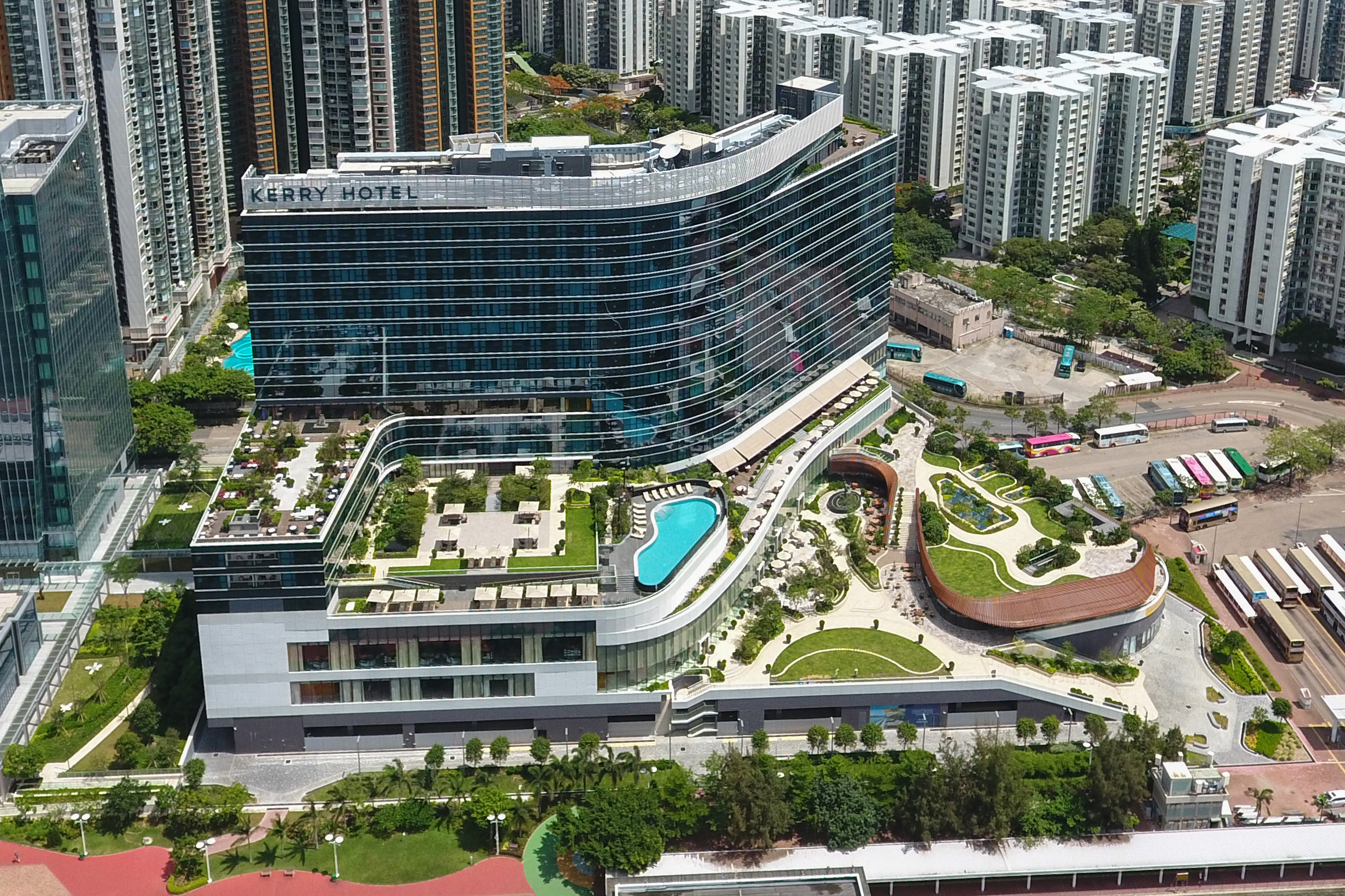
Kerry Hotel
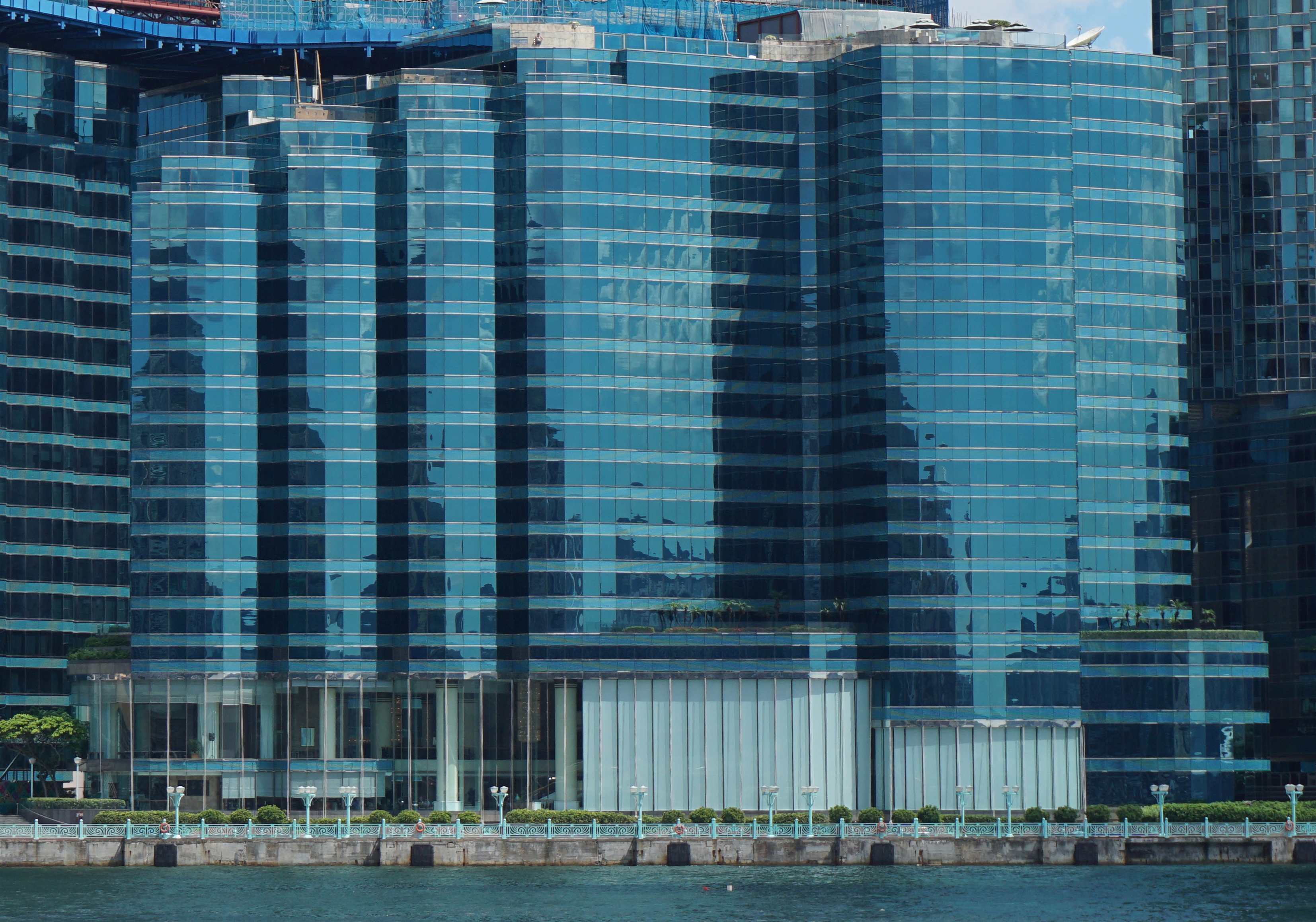
ハーバーグランド・カオルーン
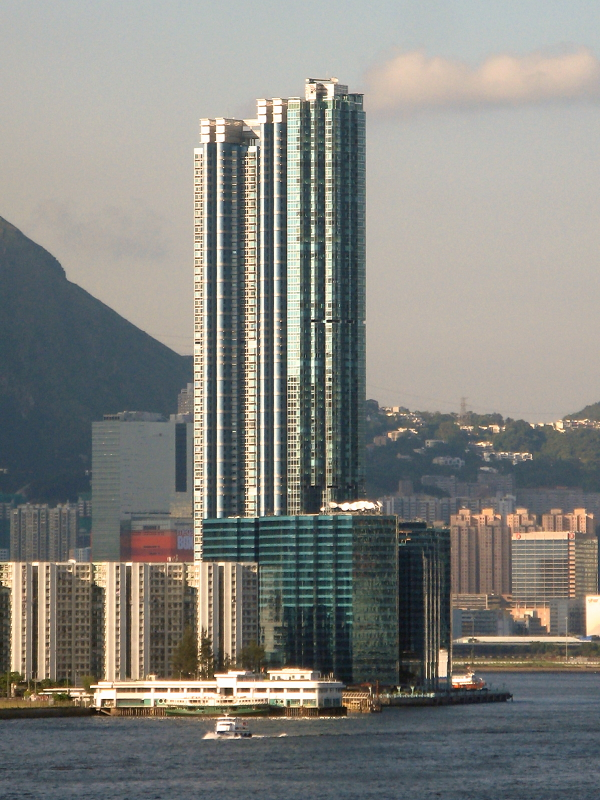
ハーバーフロント・カオルーン（海名軒）

## 歴史
- 2008年3月 - 行政府が観塘線延線計画批准。
- 2011年
  - 5月 - 俊和集団（現中国城建集団（中国語版））と協興建築（中国語版）のJVが当駅の工区を受注[3]。
  - 6月2日 - 起工。
- 2016年10月23日 - 開業。

## 隣の駅
香港鉄路 (MTR)
■観塘線(観塘線延線)
何文田駅 - 黄埔駅